# San Pedro de Atacama
San Pedro de Atacama ist eine Gemeinde im Norden Chiles. Sie liegt in der Atacama-Wüste und umfasst die Oasen-Dörfer San Pedro de Atacama, Toconao, Socaire, Río Grande, Peine, Camar, Talabre, Matancilla, Machuca sowie einige kleinere Siedlungen.

## Geographie
Die Kommune San Pedro de Atacama befindet sich innerhalb der Atacama-Wüste, einer der trockensten und einsamsten Landschaften der Erde. Über eine Fläche von 23.438 km², in zahlreichen kleinen Siedlungen verstreut, gibt es lediglich 10.996 Einwohner. Die bevölkerungsreichsten dieser Siedlungen sind Oasen, die meist am Rande eines ausgedehnten, abflusslosen Talkessels in etwa 2400 bis 2500 m Höhe liegen. Das Tal wird im Westen von der Cordillera Domeyko und im Osten von der Andenkordillere begrenzt. An der tiefsten Stelle hat sich ein großflächiger Salzsumpf gebildet, der Salar de Atacama. Die Fließgewässer der Umgebung sammeln sich dort, verdunsten und lagern ihre Salzfracht ab. Der Salar de Atacama, der in einem tektonischen Graben liegt, ist mit 3500 km² der größte seiner Art in Chile mit einer Ausdehnung von 90 km in Nord-Süd-Richtung und 35 km in West-Ost-Richtung. Das Wassereinzugsgebiet des Salars beträgt 15.620 km², wovon mit insgesamt 50 Siedlungen weniger als 1,56 km² als bebaute Fläche eingenommen und nur 2,64 km² als landwirtschaftliche Anbaufläche genutzt werden.

### Oase San Pedro de Atacama
Die Oase San Pedro de Atacama ist das Verwaltungszentrum der Kommune. Sie befindet sich bei 22° 55′ S, 68° 12′ W auf 2450 m Höhe am nördlichen Rand des Salar de Atacama. Mit 1938 Einwohnern in 690 Häusern ist diese Siedlung die bevölkerungsreichste in der Kommune. Die Oase ist ein beliebtes Ziel für jährlich 50.000 Wüsten-Touristen aus aller Welt. Der Ort besteht aus einer Gruppe von Ayllus. Das sind kleinere, von indigenen Gemeinschaften landwirtschaftlich bewirtschaftete Oasen, die manchmal durch die Wüste voneinander isoliert, in bis zu etliche Kilometer voneinander entfernt liegen. Die Ayllus verteilen sich auf einer Fläche von 113 km².
Das Zentrum wird gebildet vom Ayllu Conde Duque. Dort hat die spanische Kolonialverwaltung im späten 16. Jahrhundert inmitten der älteren indigenen Siedlung ihr Verwaltungszentrum trassiert. Die koloniale Siedlung ist gekennzeichnet durch eine Plaza de Armas an der sich Kirche und Rathaus befinden und durch das rechtwinklige Anlagemuster einiger Straßen.
Weitere zentrumsnahe Ayllus sind Quítor (81 Ew.), Yaye (35 Ew.), Larache (86 Ew.), Solcor (172 Ew.), Séquitor (148 Ew.) und Checar. Nördlich liegen Vilama, Cuchabrache, Catarpe, Tambillo, Suchor, Guachar, und Bellavista. Südlich liegen Coyo (34 Ew.), Solor (160 Ew.), Tulor, Beter, Poconche und Cucuter (in Klammern einige Einwohnerzahlen). In den Ayllus Tulor, Beter, Poconche, Cucuter und Cuchabrache leben so wenige Personen, dass es daher dort bis heute keinerlei Grundversorgung mit Strom, Telefon, Wasser oder Anschluss mit öffentlichen Verkehrsmitteln gibt.

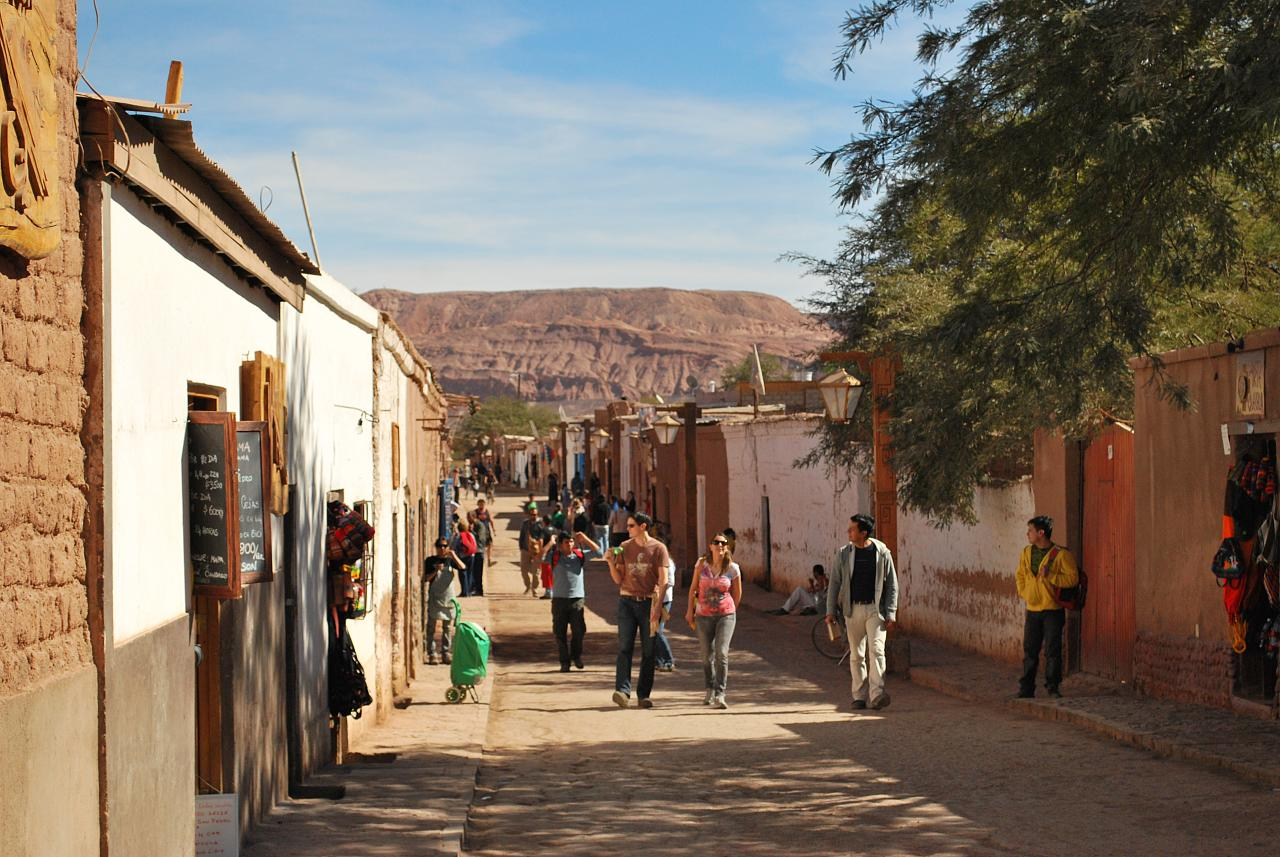
Durch die von den spanischen Kolonialherren angelegten Straßen im Ayllu Conde Duque bummeln heute die Touristen.
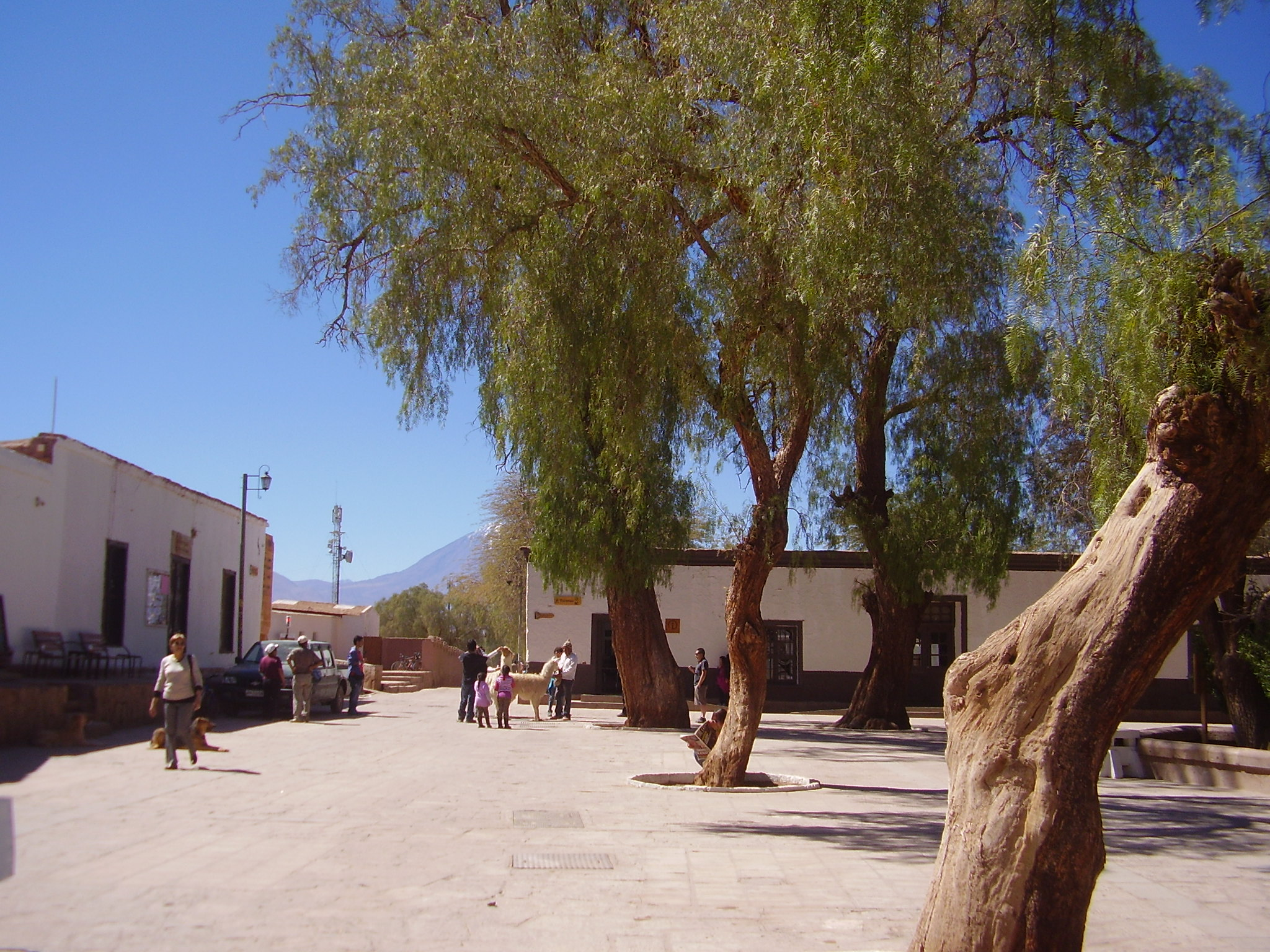
Nord-Ost-Ecke der Plaza de Armas. Hier befinden sich Rathaus und Pfarramt.
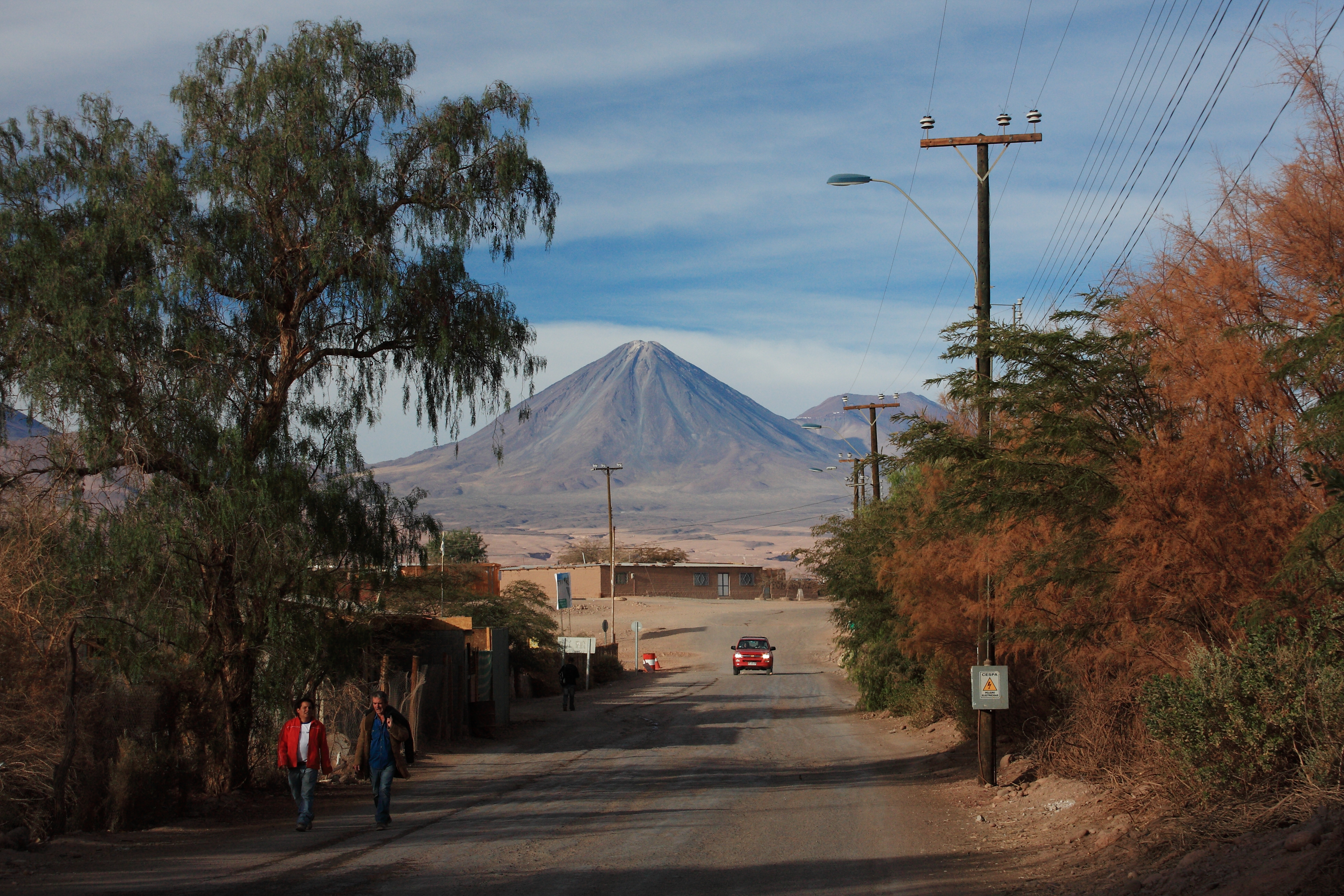
In Richtung Osten ist der Vulkan Licancabur zu sehen.
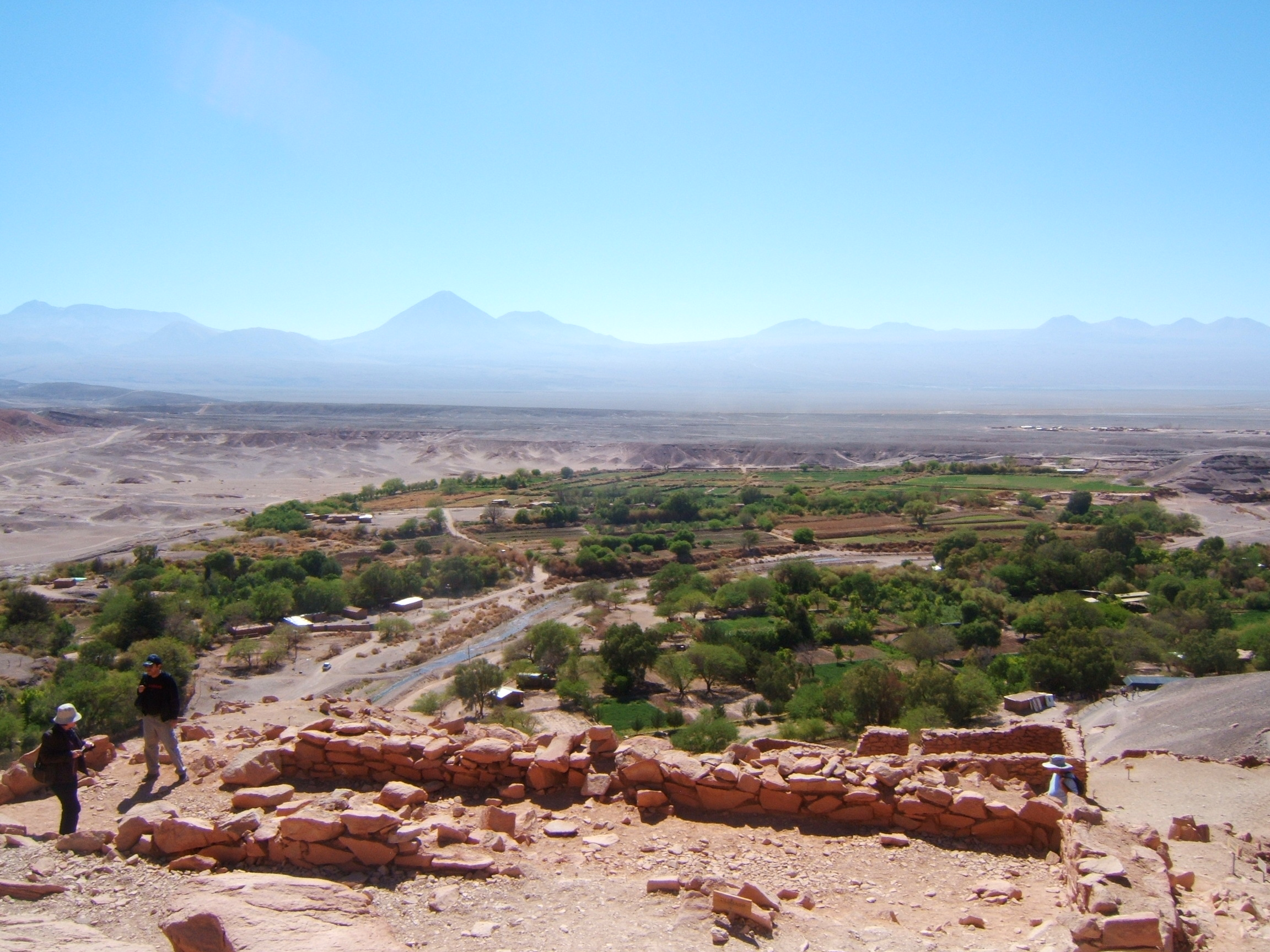
Der Ayllu Quitor und Río San Pedro vom Pukará de Quitor aus gesehen

Die Bewässerung der gesamten Oase erfolgt aus den Flüssen Río San Pedro (670 l/s) und Río Vilama (210 l/s), die aus dem Norden kommend den Ort erreichen. Die Trinkwassergewinnung erfolgt aus dem Río Vilama und aus einem Brunnen. Die wichtigsten landwirtschaftlichen Erzeugnisse sind Alfalfa, Kartoffeln, Mais und Birnen.
San Pedro de Atacama liegt am Verkehrsknotenpunkt eines Transitwegenetzes, das in Ost-West-Richtung Argentinien und Bolivien mit der Küstenregion am Pazifik verbindet und historisch auch Bedeutung für die Verbindung in Nord-Süd-Richtung hatte. Nach Bolivien gelangt man über den Pass Portezuelo del Cajón (22° 53′ S, 67° 48′ W) und nach Argentinien über den Jama-Pass (23° 14′ S, 67° 4′ W), über den Sico-Pass (23° 50′ S, 67° 15′ W) oder über den Socompa-Pass (24° 27′ S, 68° 17′ W).

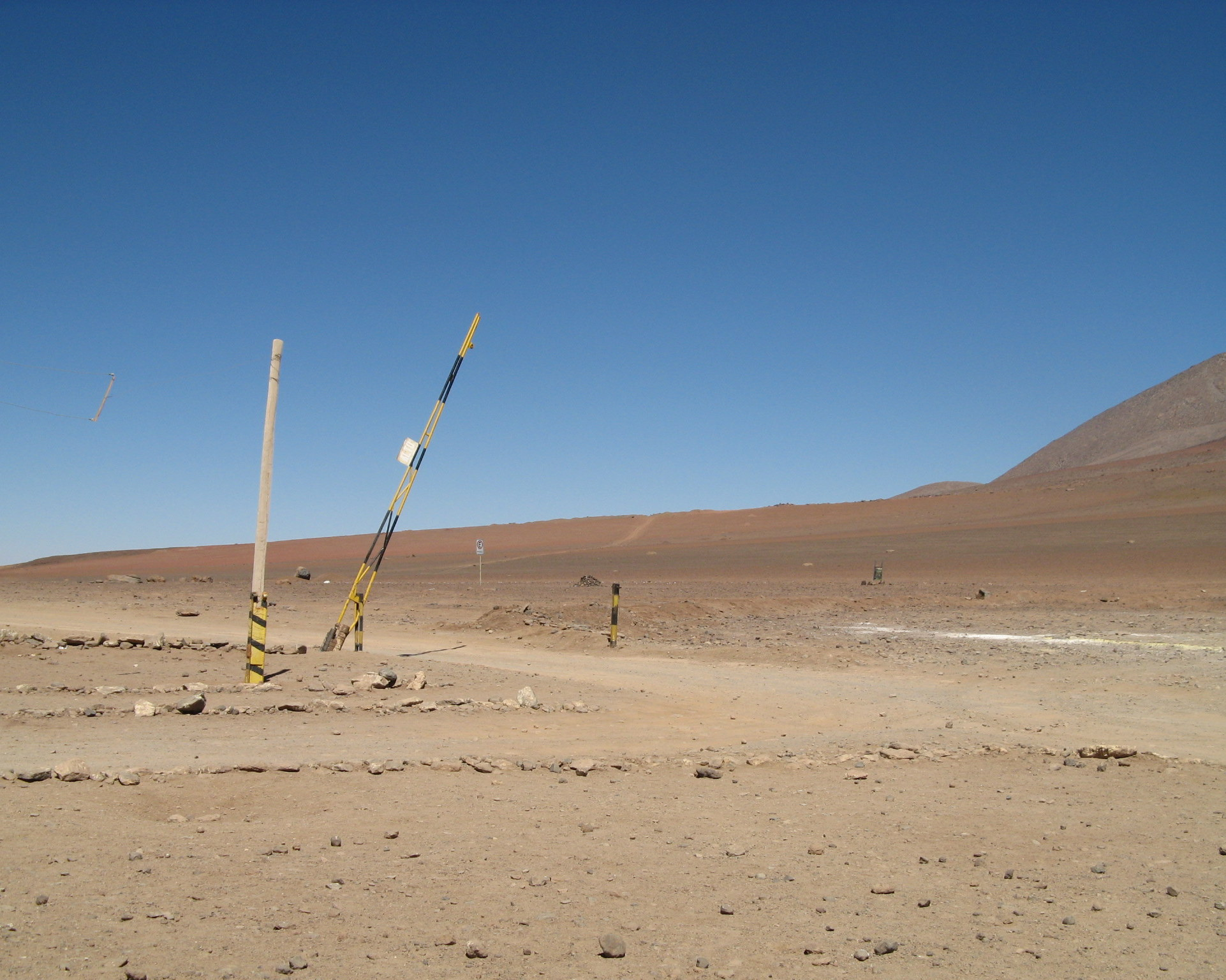
Schlagbaum am Portezuelo del Cajón-Pass auf 4480 m, Grenzübergangsstelle nach Bolivien.
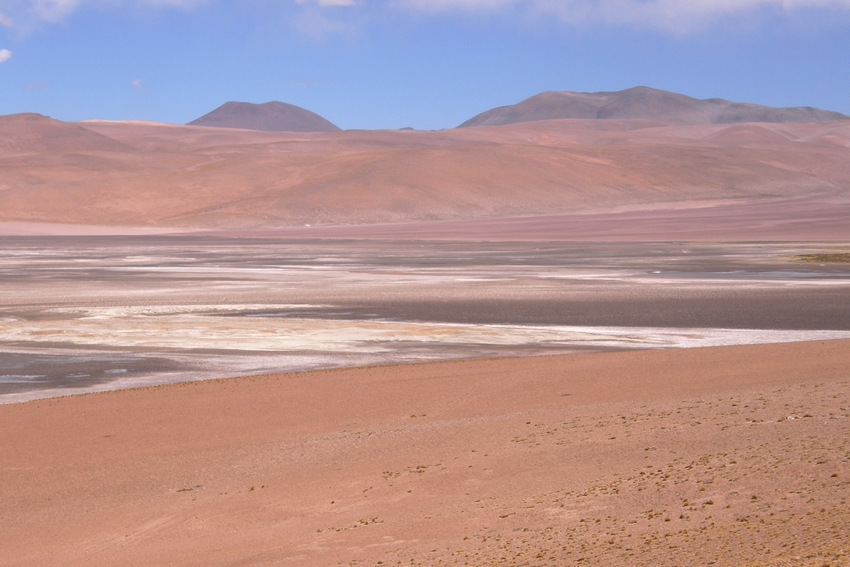
Landschaft am Weg zum Jama-Pass. Salar de Quisquiro 4190 m ü. M., 25 Kilometer vor der Grenze zu Argentinien. Der Pass ist 160 km von San Pedro entfernt.
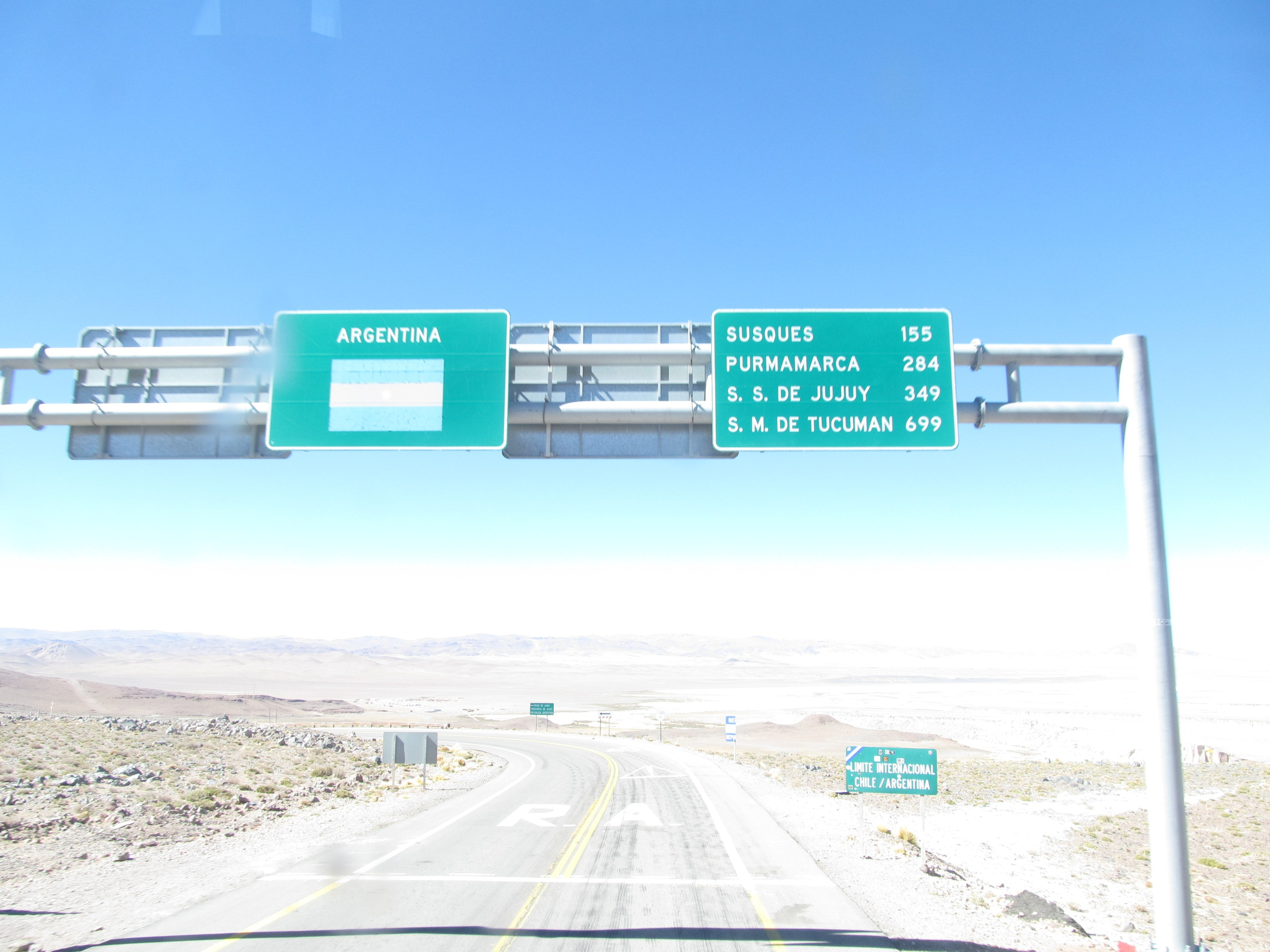
Grenzübergang zu Argentinien am Jama-Pass auf 4275 m. Zum nächsten größeren argentinischen Dorf Purmamarca sind es noch 155 km.

### Toconao
Toconao befindet sich etwa 36 km in südöstlicher Richtung von San Pedro de Atacama entfernt am östlichen Rand des Salar de Atacama. Die Oase liegt bei 23° 11′ S, 68° 0′ W auf 2501 m. Um 1884 wurden hier 250 Einwohner gezählt, gegenwärtig sind es 630, die in 331 Häusern wohnen. In der Nähe gibt es Minen, in denen Lithium, Natrium, Borax und Kalium abgebaut werden.

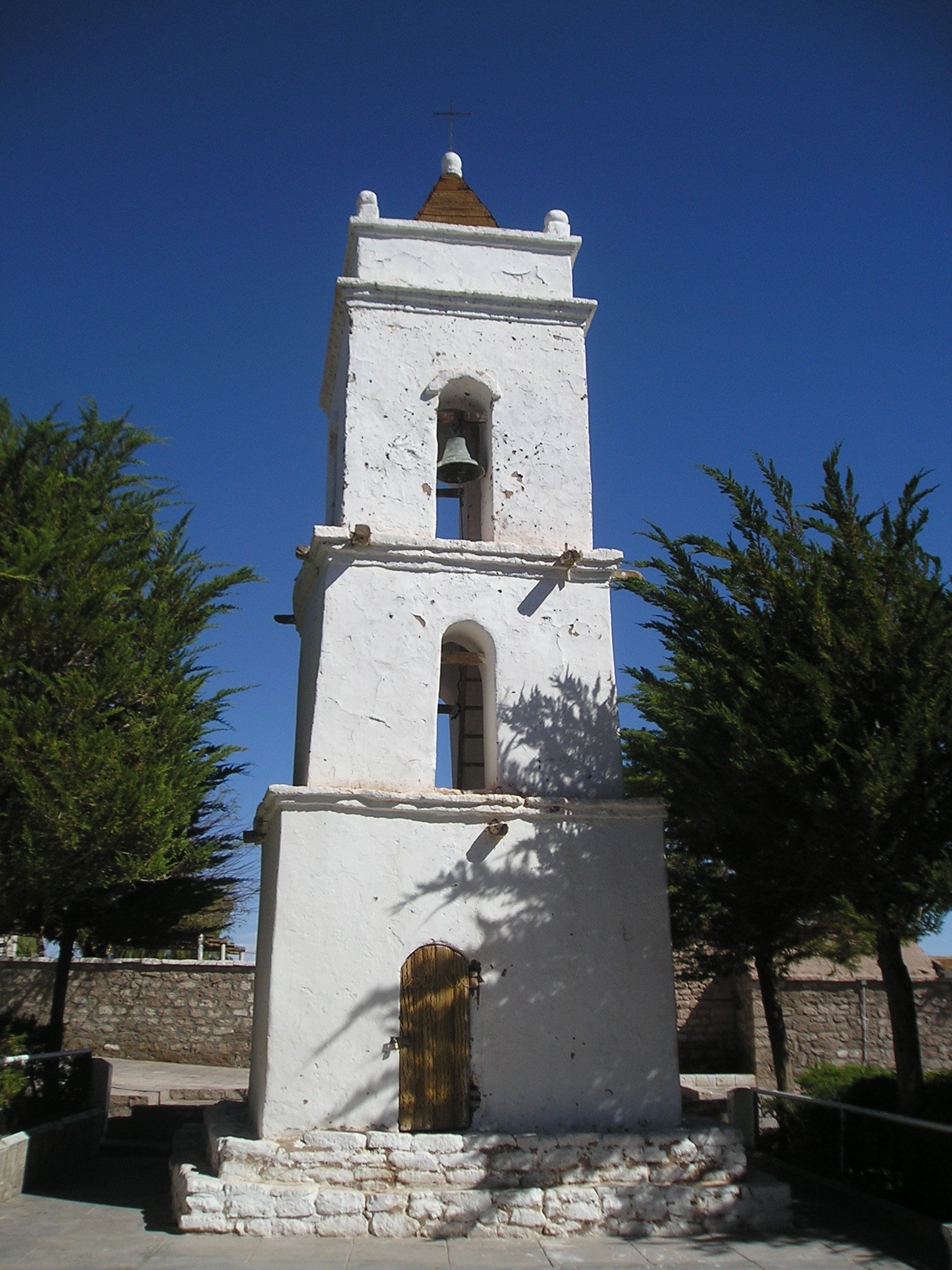
Der Glockenturm von San Lucas in Toconao steht auf der Plaza de Armas, isoliert von der Kirche auf der gegenüberliegenden Straßenseite.
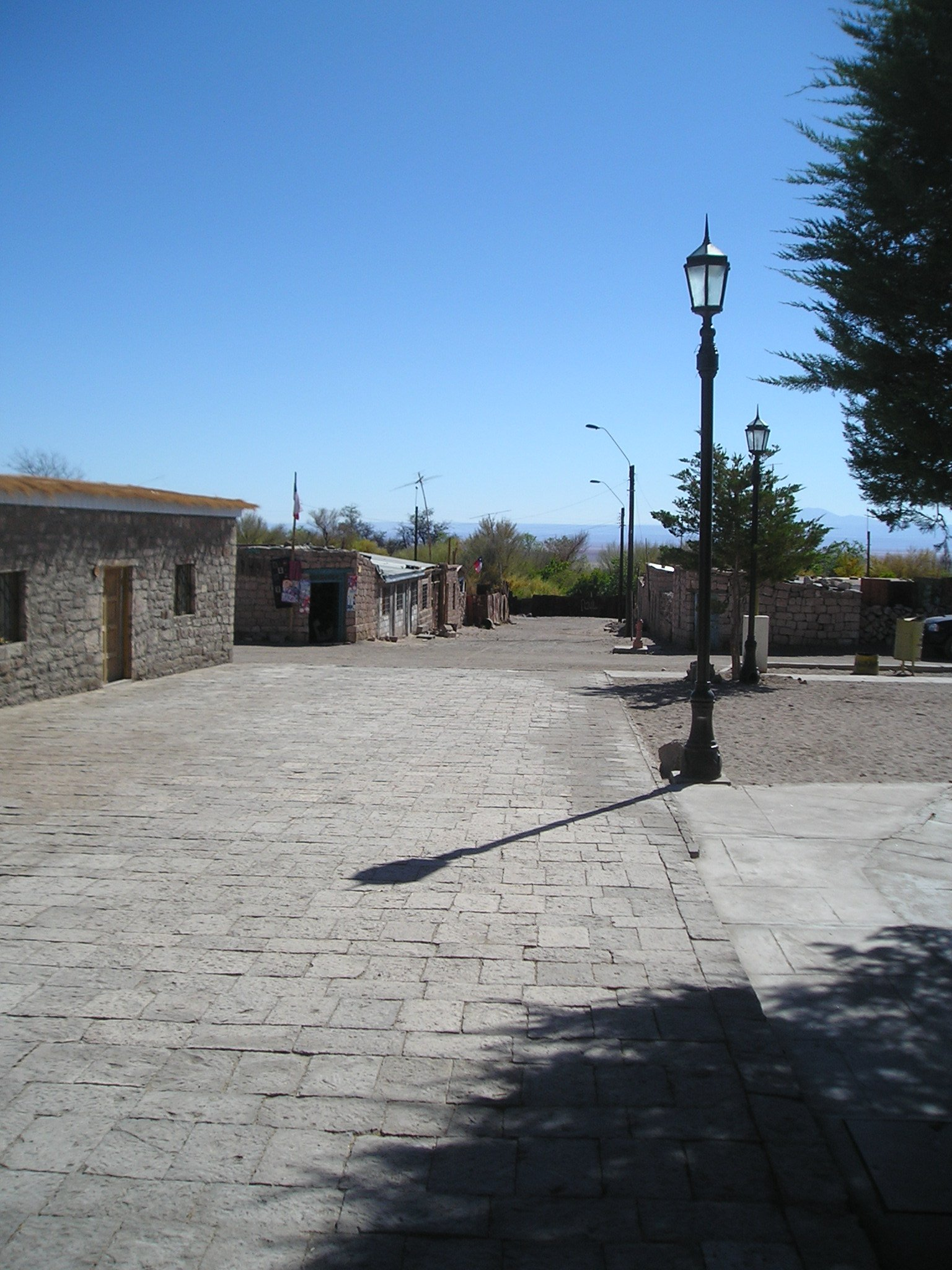
Die Straße in Toconao zwischen Kirche und Plaza de Armas
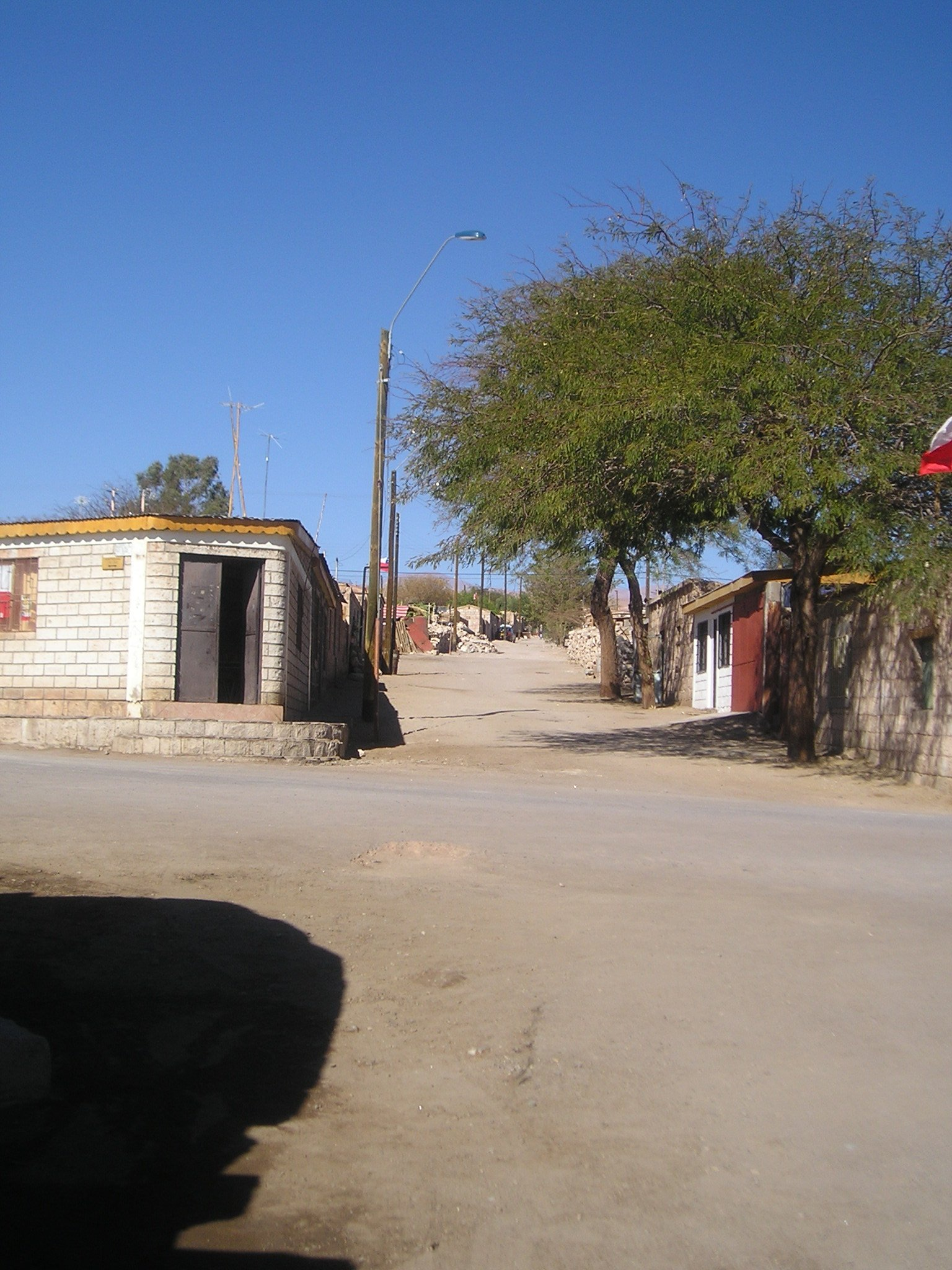
Straße in Toconao
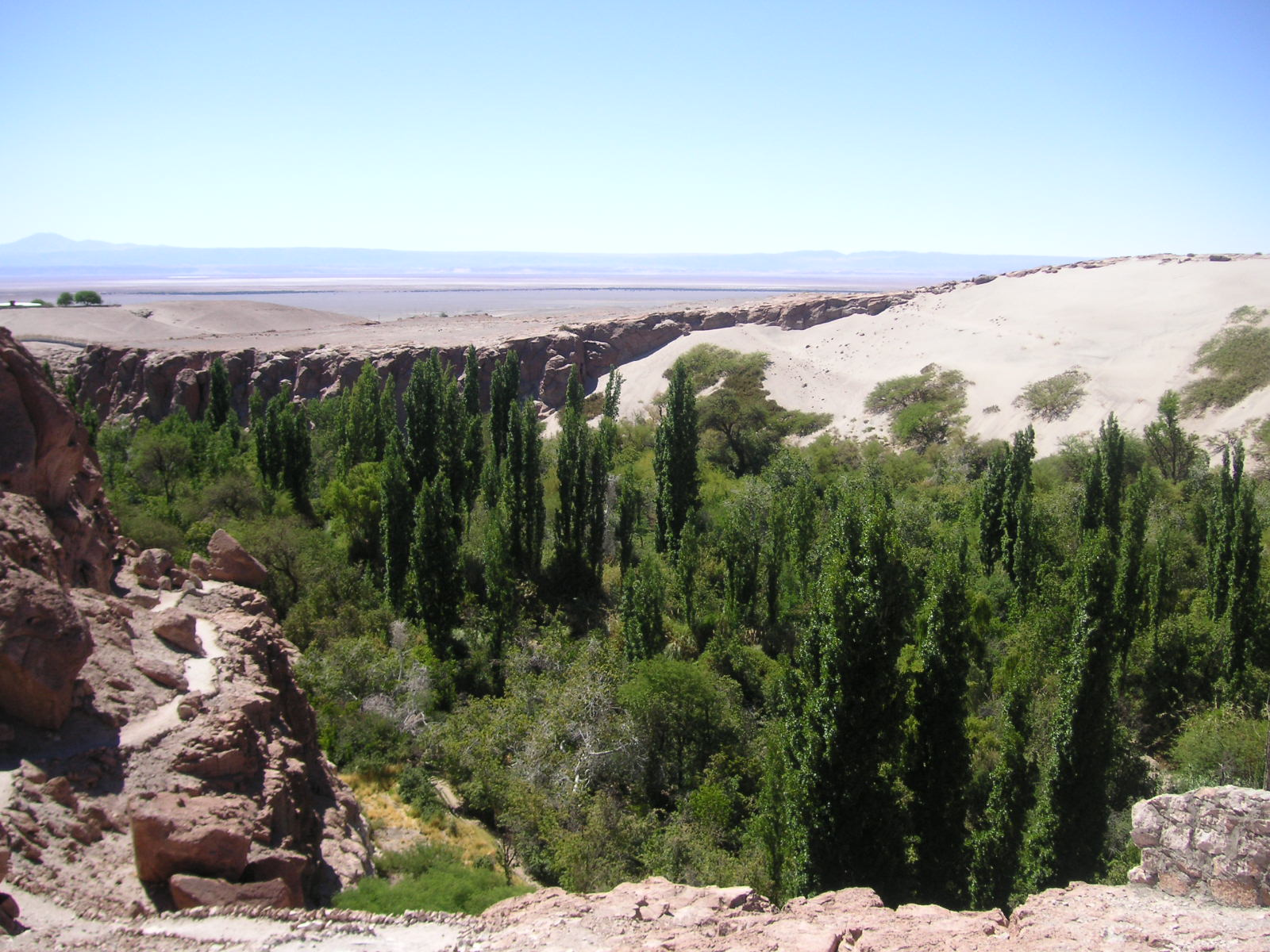
Durch die Quebrada de Jerez fließt das Wasser, das Toconao zur Oase macht.

### Internationale Radioteleskop-Observatorien
Nördlich von Toconao bei 23° 4′ S, 67° 58′ W befindet sich die Operationsbasis des ALMA Radioteleskop Observatoriums, das von der ESO geleitet wird. Etwa auf halber Strecke (km 17) von San Pedro nach Toconao beginnt die Zufahrtsstraße zur Basis, die auf 2900 m Höhe angelegt wurde. Dort bedienen und warten etwa 120 Personen eine Gruppe von Radioteleskopen, welche sich weiter östlich auf über 5000 m in der Chajnantor-Hochebene befinden. Die lokale indigene Gemeinschaft in Toconao erhebt Eigentumsansprüche auf den größten Teil des Geländes.
Auf dem benachbarten Cerro Chajnantor (5640 m) befindet sich das University of Tokyo Atacama Observatory. Des Weiteren soll dort das Cerro Chajnantor Atacama Telescope eingerichtet werden. Am nahe gelegenen Cerro Toco befinden sich weitere Radioteleskopanlagen, das Atacama Cosmology Telescope 22° 58′ S, 67° 47′ W sowie das James Ax Observatory 22° 57′ S, 67° 47′ W.

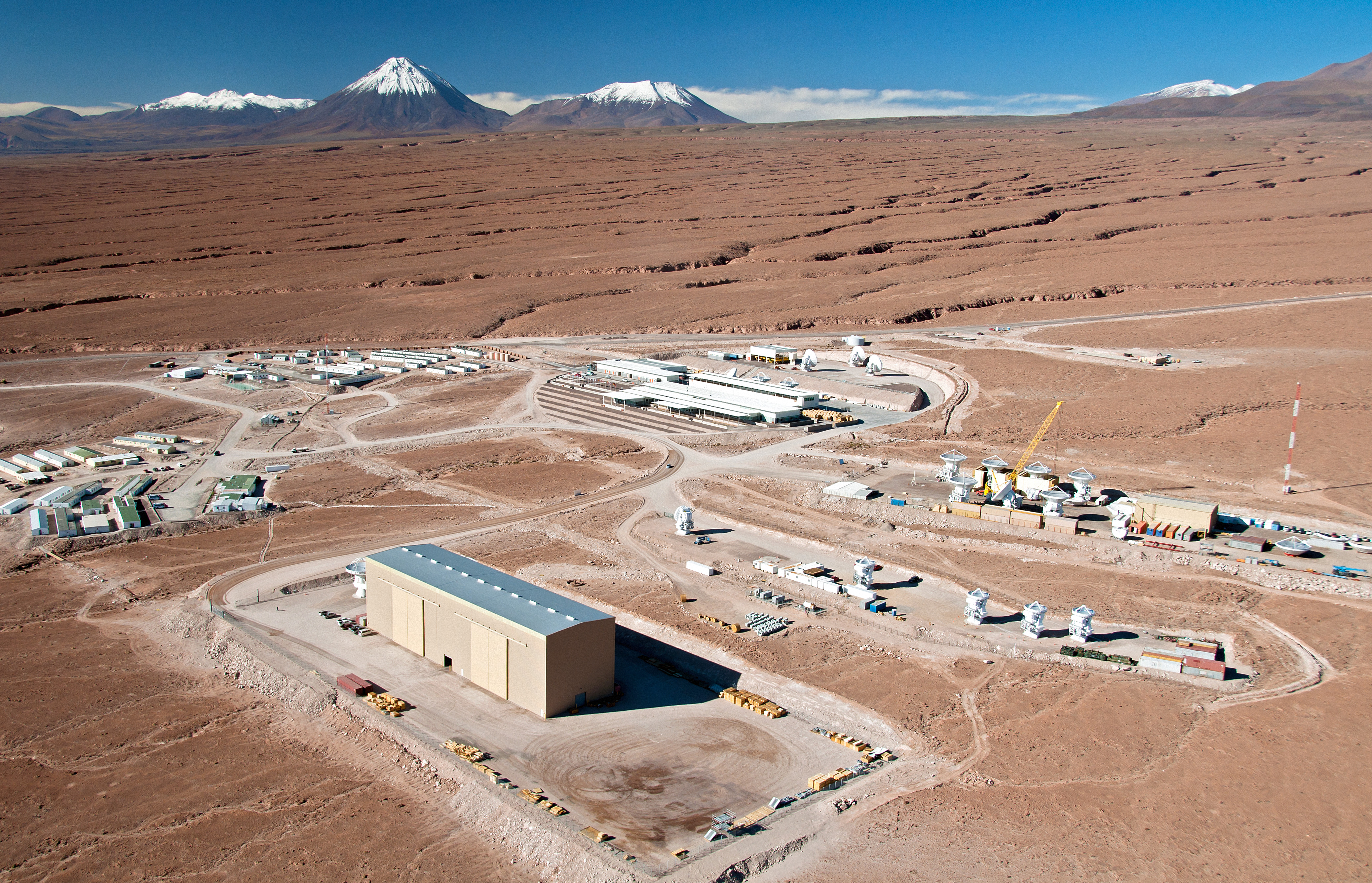
ALMA Operations Support Facility bei Toconao. In diesem Servicezentrum werden Beobachtungsaufträge für Forscher aus aller Welt ausgeführt.
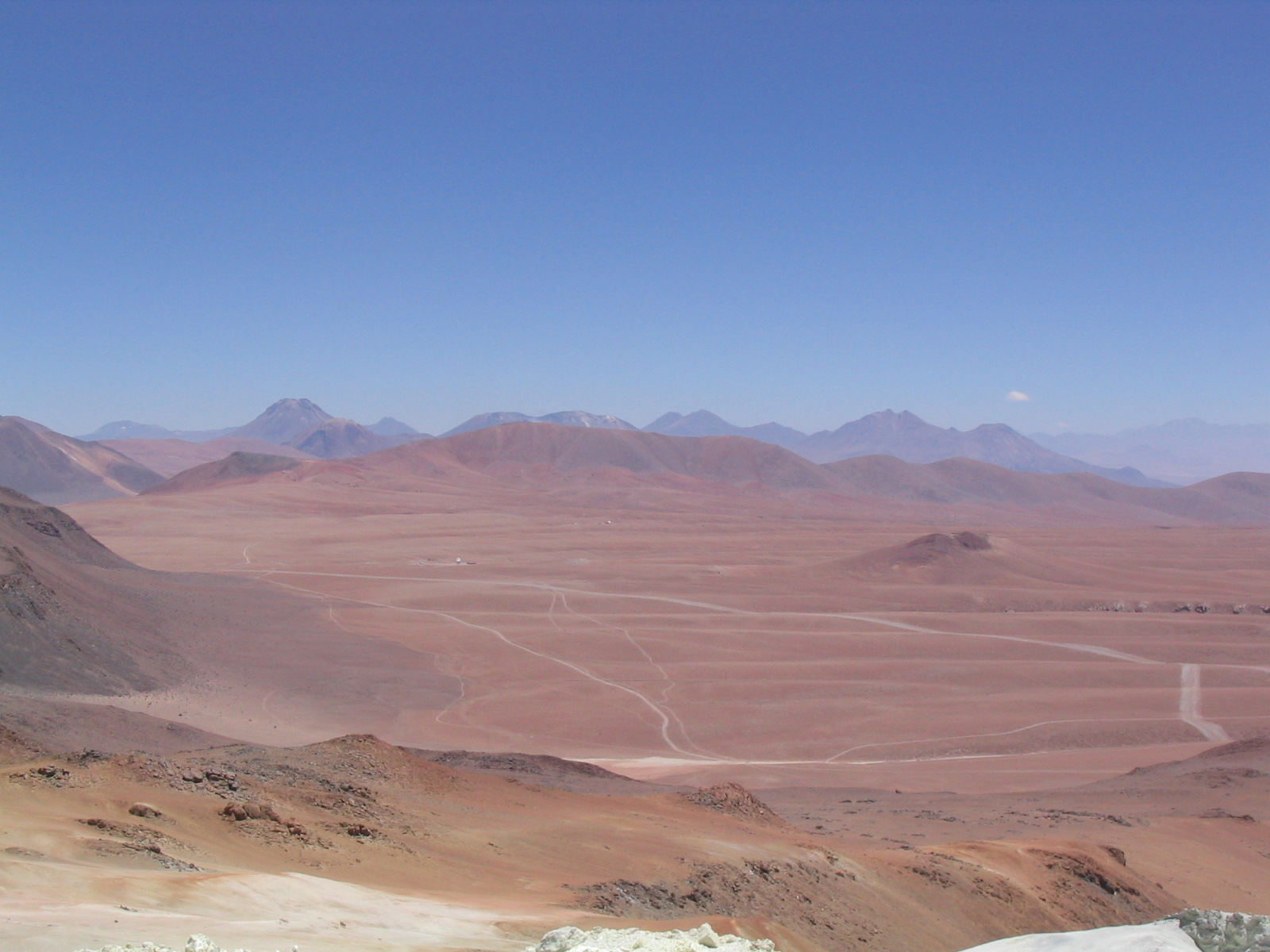
Das Chajnantor-Plateau auf über 5000 m ist so abgelegen und lebensfeindlich, dass dort nur sehr wenige historische anthropogene Spuren zu finden sind.
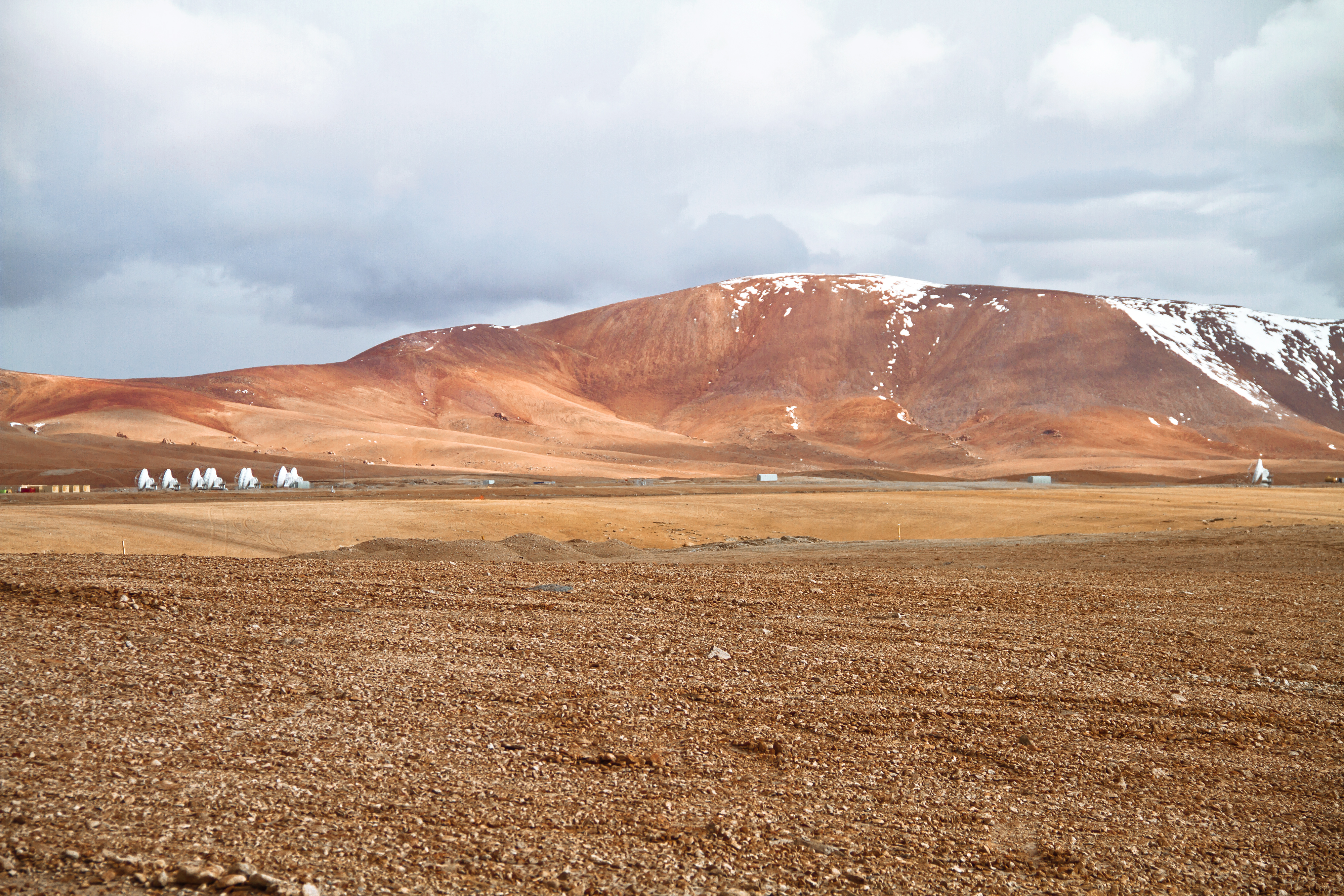
Einige der Radioteleskope in der Chajnantor-Hochebene
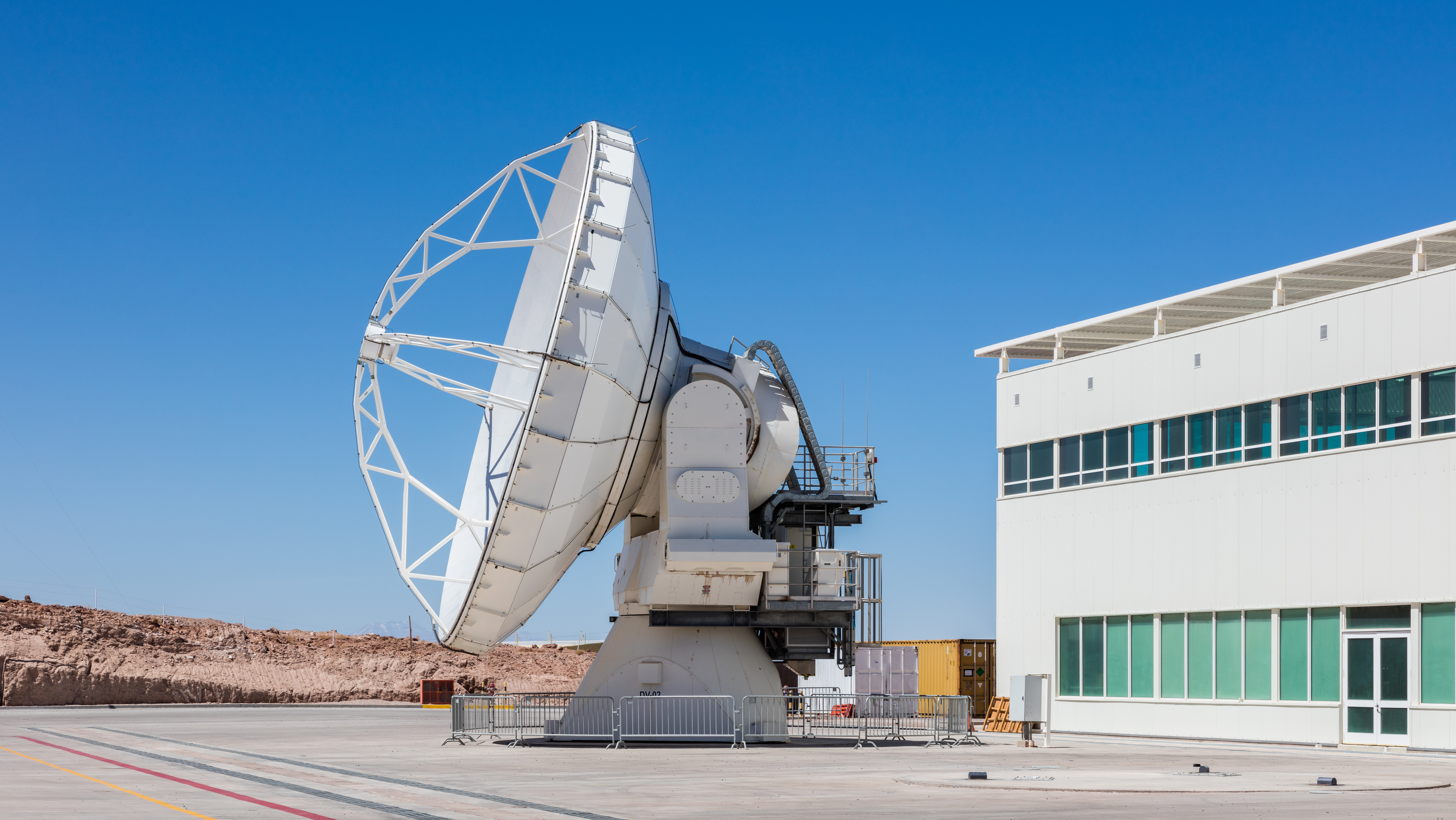
Antenne neben dem Hauptgebäude

### Soncor
Soncor befindet sich 55 km von San Pedro entfernt, in der Nähe von Toconao. Um 1884 wurden dort ungefähr 30 Einwohner gezählt und 10 bis 12 ha bewirtschaftete Flächen.
Die Siedlung scheint heute nicht mehr zu existieren. Heute ist der Sektor Soncor bekannt durch ein Ramsar-Feuchtgebiet mit Flamingokolonien.

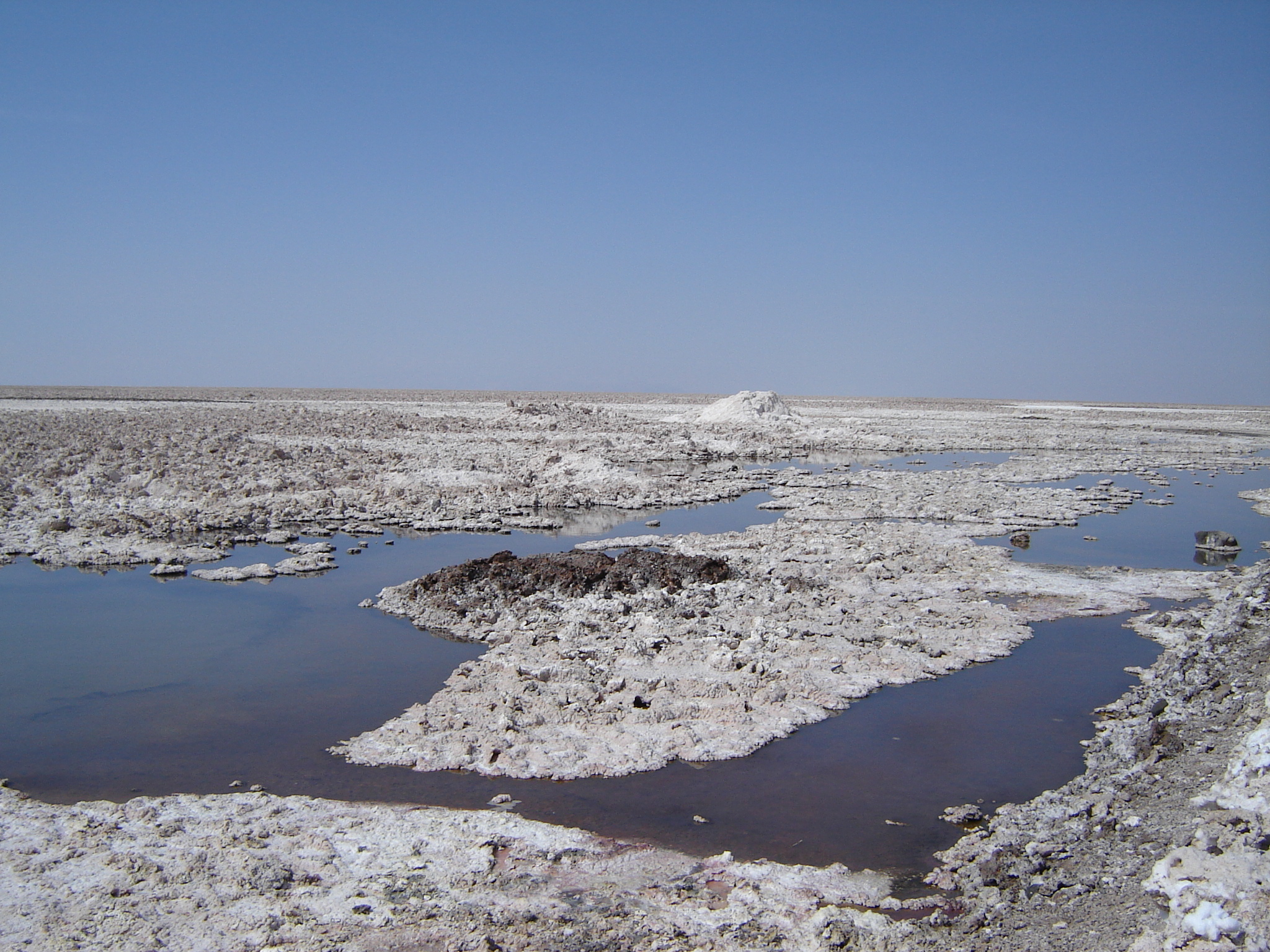
Die Laguna Chaxa gehört zum Sektor Soncor. Der Salzsee ist Lebensraum für Zugvögel und kleine Wassertiere.
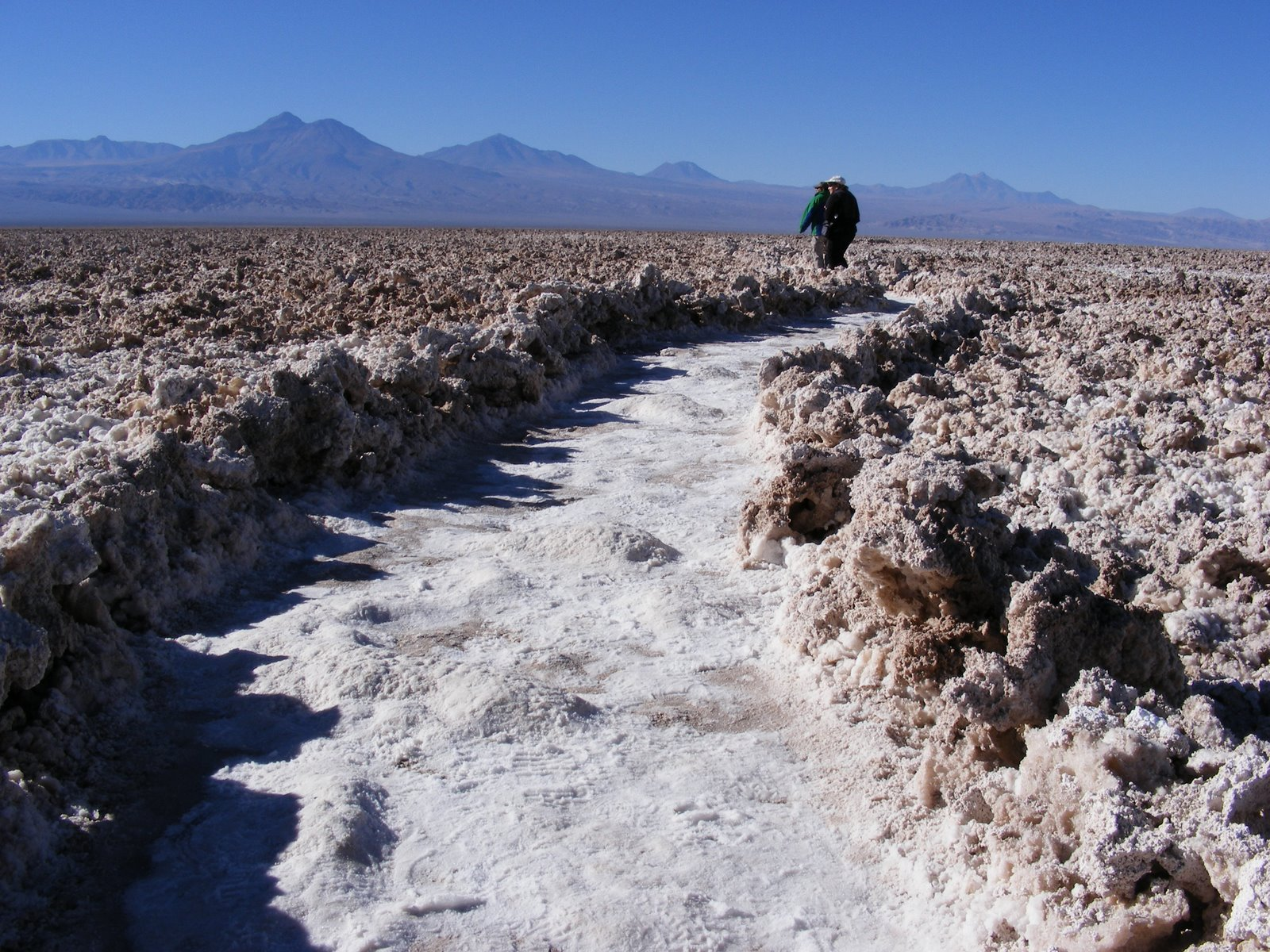
Durch die unwegsame Salzkruste des Salars ist die Lagune über eigens für Touristen angelegte Fußwege zu erreichen.
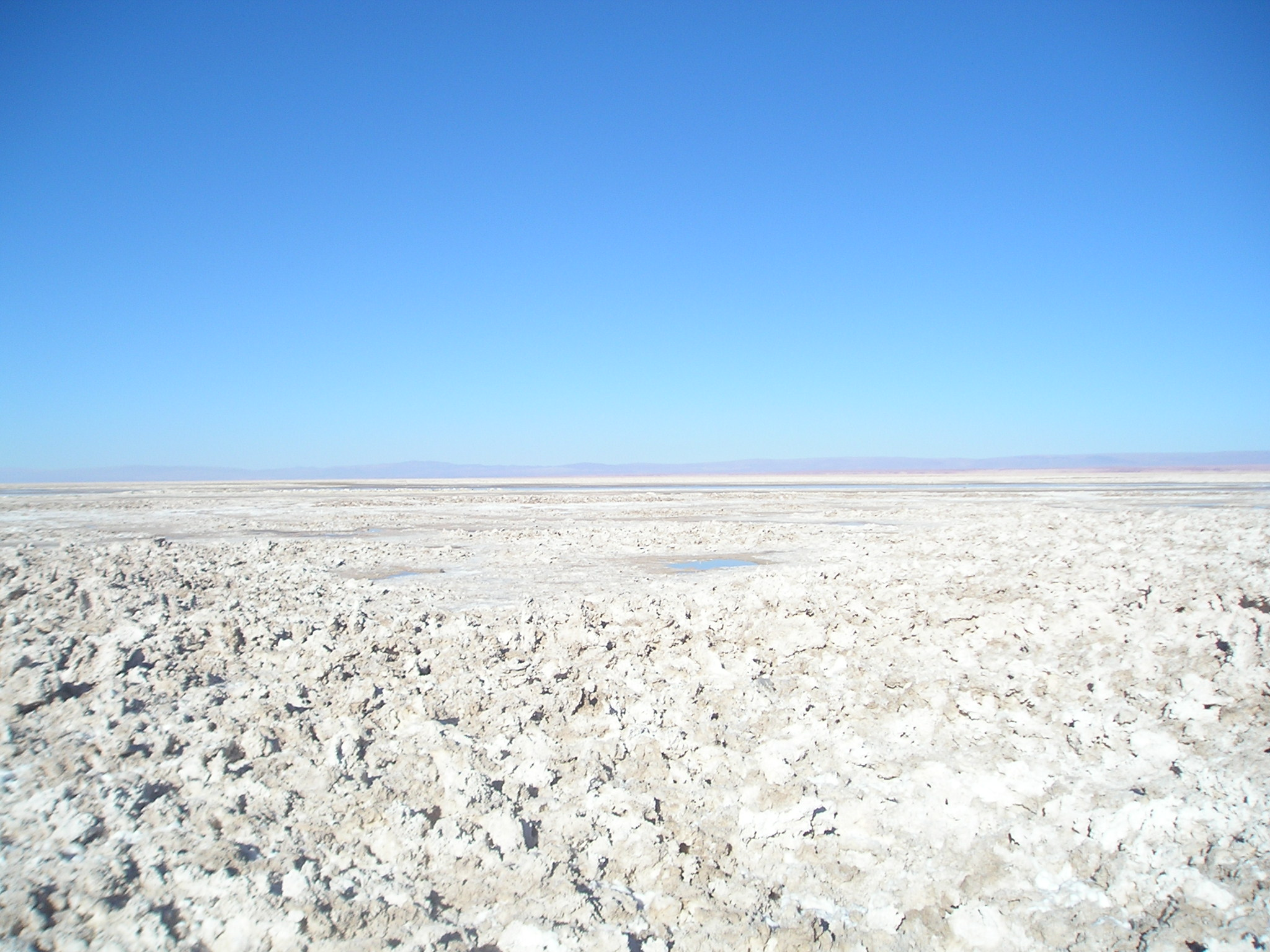
Salz, soweit das Auge reicht. So sieht eines der weltweit wichtigsten Lithium-Vorkommen aus. Die Minen befinden sich noch außer Sichtweite.
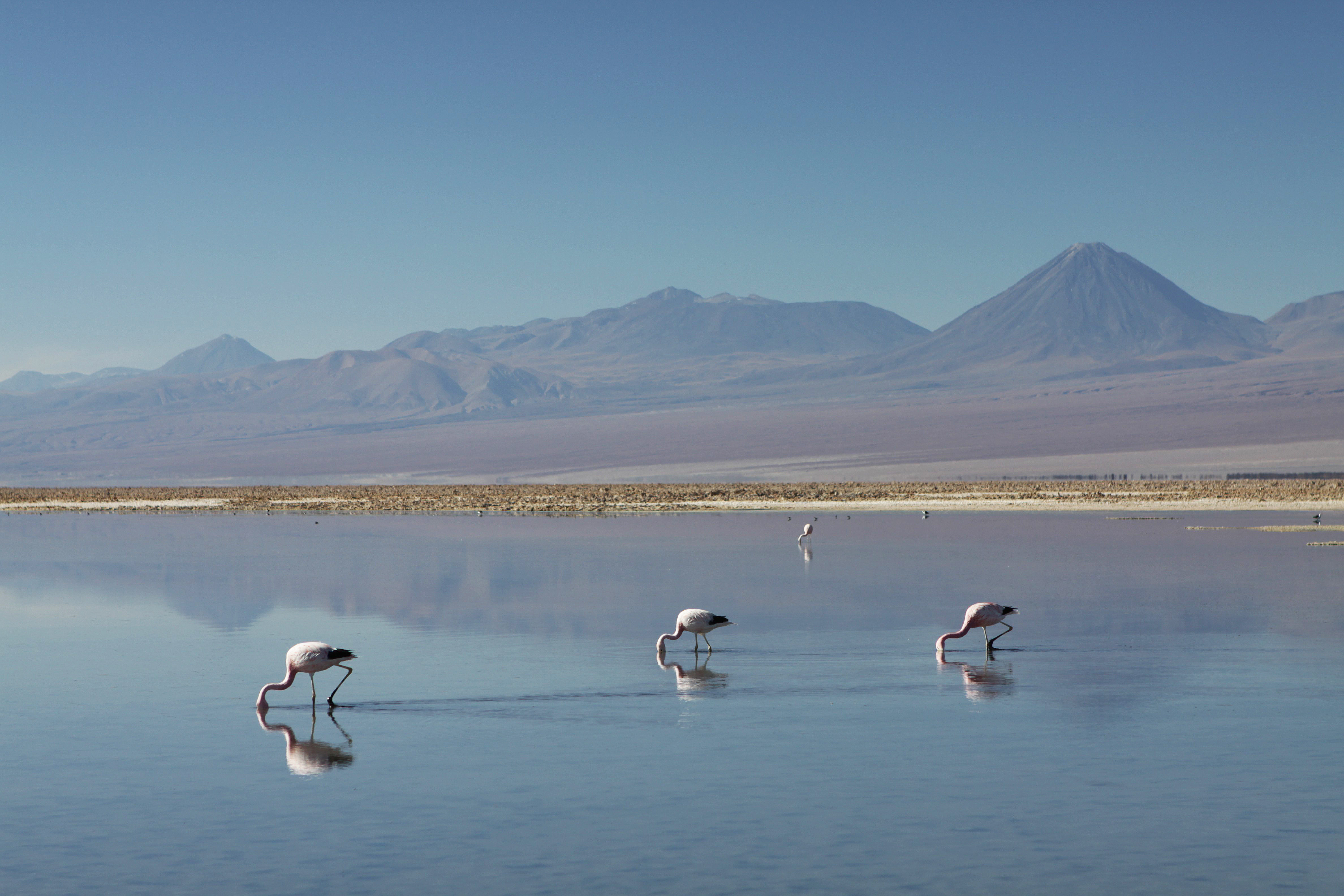
Im Sektor Soncor nisten Flamingos mitten im Salar de Atacama.

### Talabre
Talabre befindet sich rund 25 km von Toconao entfernt. Der Ort mit ca. 50 Einwohnern liegt bei 23° 19′ S, 67° 53′ W. Ursprünglich lag die Siedlung bei 23° 19′ S, 67° 50′ W auf 3600 m, an den Hängen der Talabre-Schlucht, nur etwa 12 km vom Vulkan Láscar entfernt. Nach einem Ausbruch des Láscar im Jahr 1993 wurde die Siedlung von ihren damals 58 Einwohnern aufgegeben und einige Kilometer weiter westlich an einer weniger gefährdeten Stelle neu angelegt. Es gibt eine Schule am Ort.

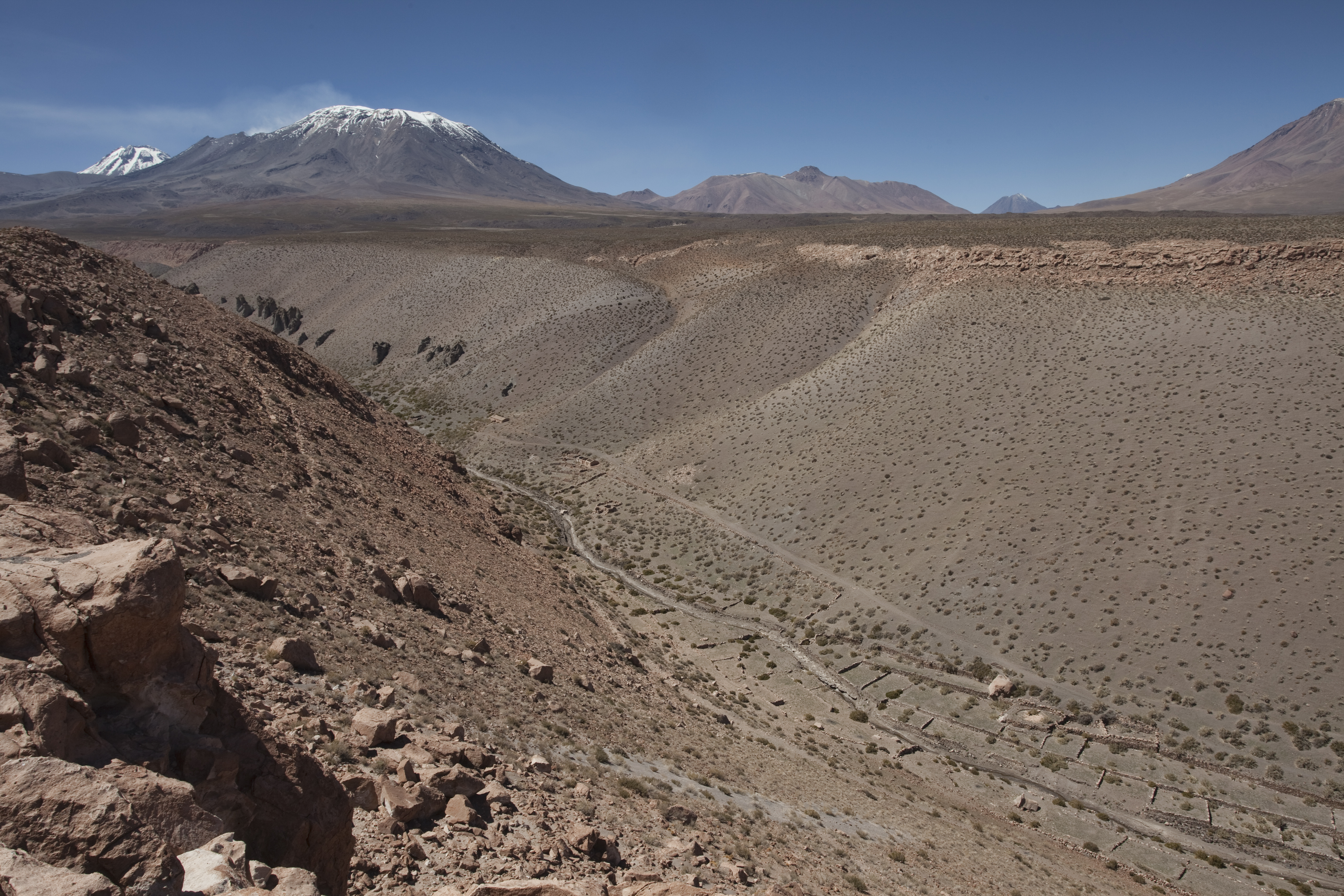
Talabre Viejo: die Ruinen der aufgegebenen Siedlung in der Schlucht an der Straße zum Lascar

### Socaire
Socaire (Spanisch für: Schutz im Windschatten) befindet sich 89 km südöstlich von San Pedro. Die Oase liegt in der Andenkordillere bei 23° 35′ S, 67° 53′ W auf 3312 m am Weg zum Sico-Pass zur Grenze mit Argentinien. Die Bevölkerung ist von 1884 bis 2002 von 40 auf 165 Einwohner angewachsen. Das meiste Wasser erhält die Siedlung aus dem Río Socaire (150–200 l/s) und zwei Bächen. Die Felder von Socaire sind Terrassenanlagen an Berghängen, die meist weiter weg vom Ort in Richtung Sico-Pass oder in Richtung Toconao liegen. Eine Besonderheit ist, dass es in dieser kleinen Siedlung zwei Kirchen gibt.

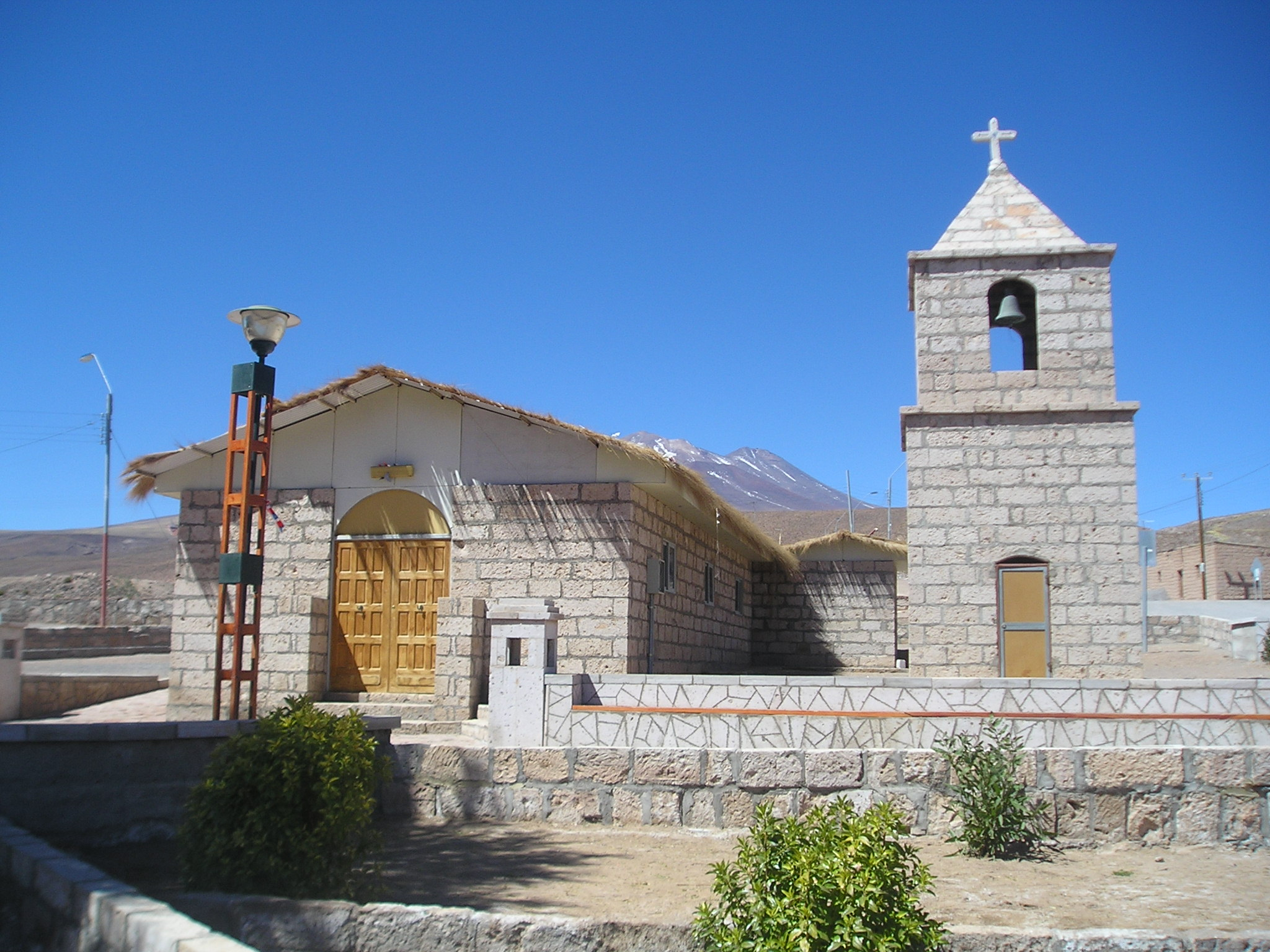
Neue Kirche. Der Katholizismus musste sich in der Atacama an das indigene Weltbild anpassen. Deswegen steht auch hier der Kirchturm separat von der Kirche.
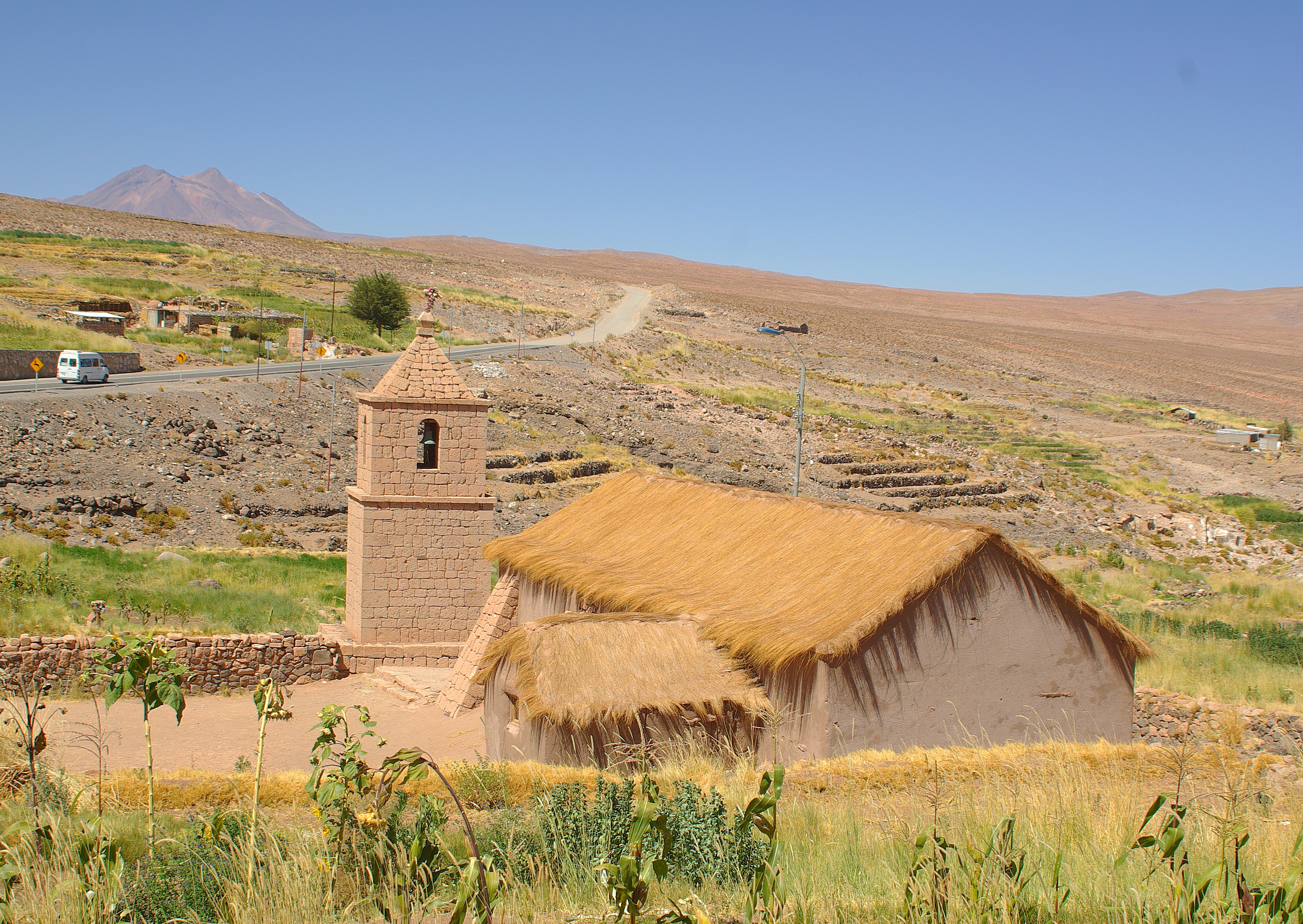
Alte Kirche San Santiago. Kirche und Turm sind auf den Vulkan Miñiques ausgerichtet, der für die Bevölkerung von Socaire ein Bergheiligtum darstellt.
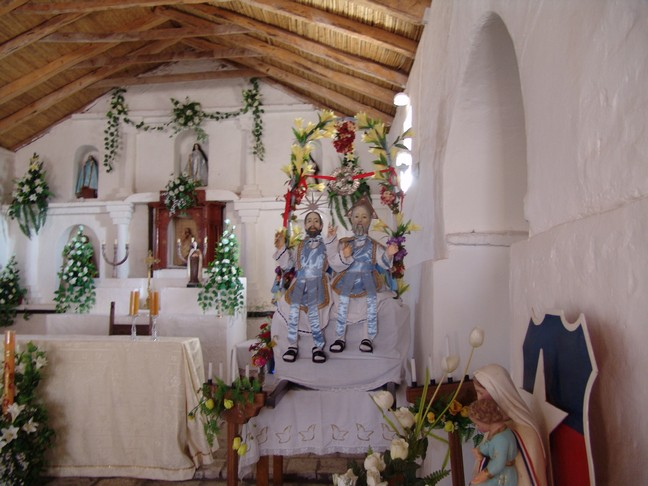
Altar von San Santiago
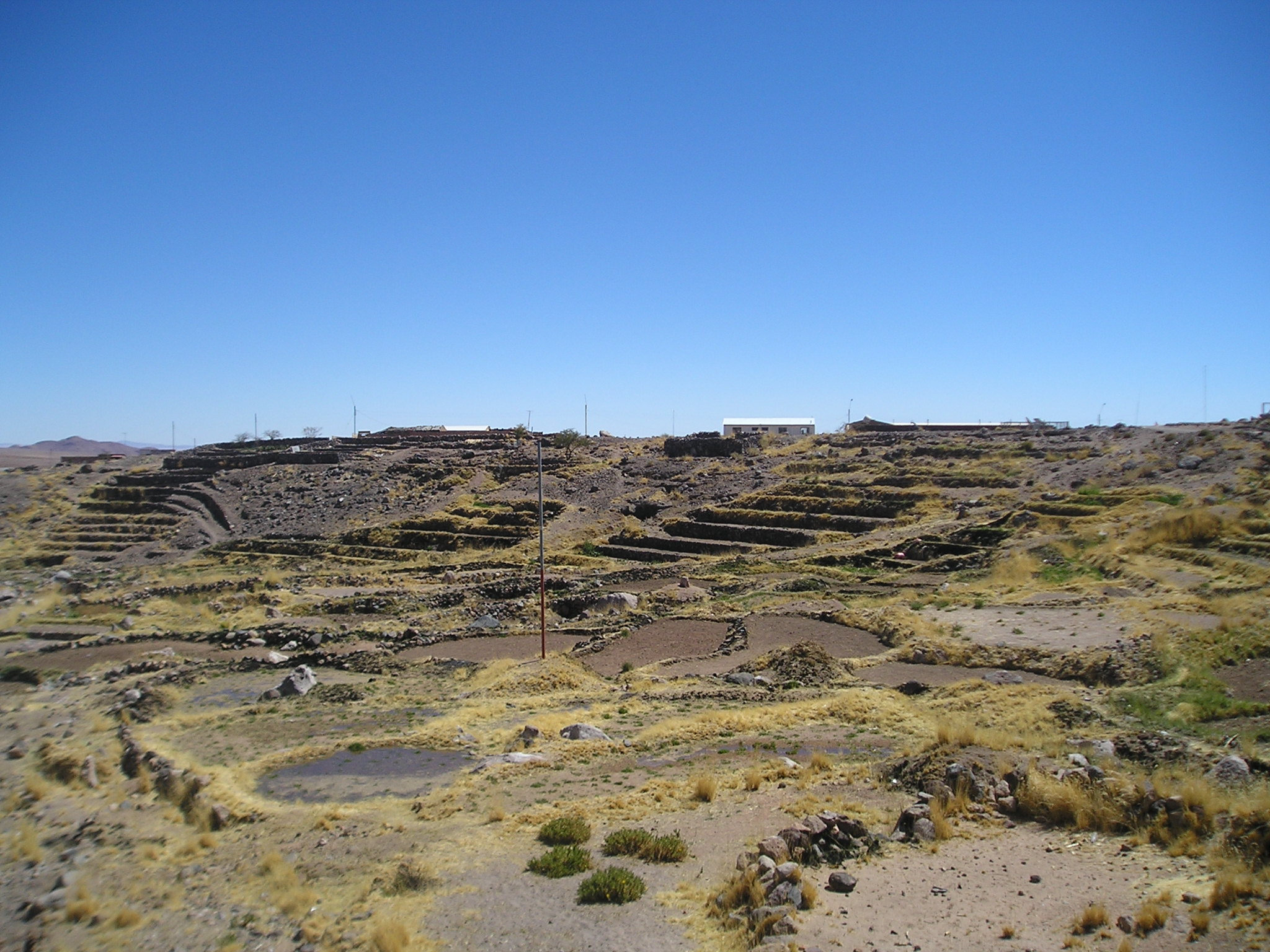
Landwirtschaft wird auf Feldern betrieben, die an den Berghängen in Terrassen angelegt sind.

### El Laco
El Laco befindet sich südöstlich von Socaire in der Andenkordillere am Weg zum Sico-Pass zur Grenze mit Argentinien. Es ist eine Bergbausiedlung mit 15 Einwohnern in 4 Häusern. die bei 23° 51′ S, 67° 30′ W auf 4400 m am Fuß des Vulkans El Laco (5235 m) liegt. Dort wurden Eisenerze abgebaut.

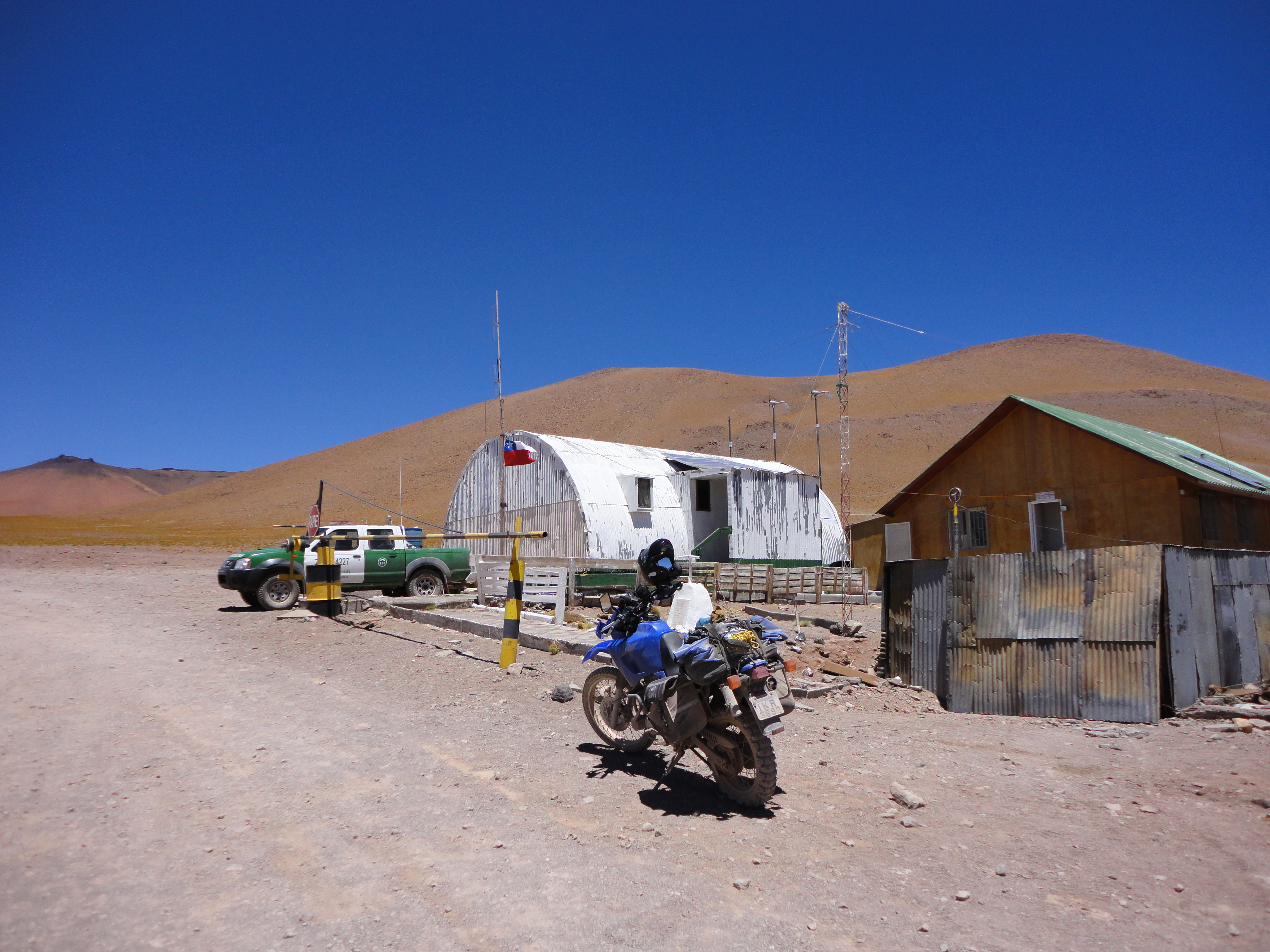
Grenzkontrollstelle Sico-Pass (23° 50′ S, 67° 27′ W)[16], auf 4300 m Höhe bei El Laco, noch ca. 22 km von der Grenze (23° 50′ S, 67° 15′ W)[8] entfernt

### Peine
Peine, auch San Roque de Peine genannt, befindet sich etwa 100 km von San Pedro am südöstlichen Rand des Salar de Atacama. Die Oase liegt bei 23° 41′ S, 68° 4′ W auf 2375 m Höhe. Der Ort hatte um 1884 40 bis 50 Einwohner und es konnten 10 bis 12 ha Weiden und Felder bewirtschaftet werden. 1998 gab es dort 286 Einwohner. In der Nähe gibt es Minen, in denen Lithium, Natrium, Borax und Kalium abgebaut werden.

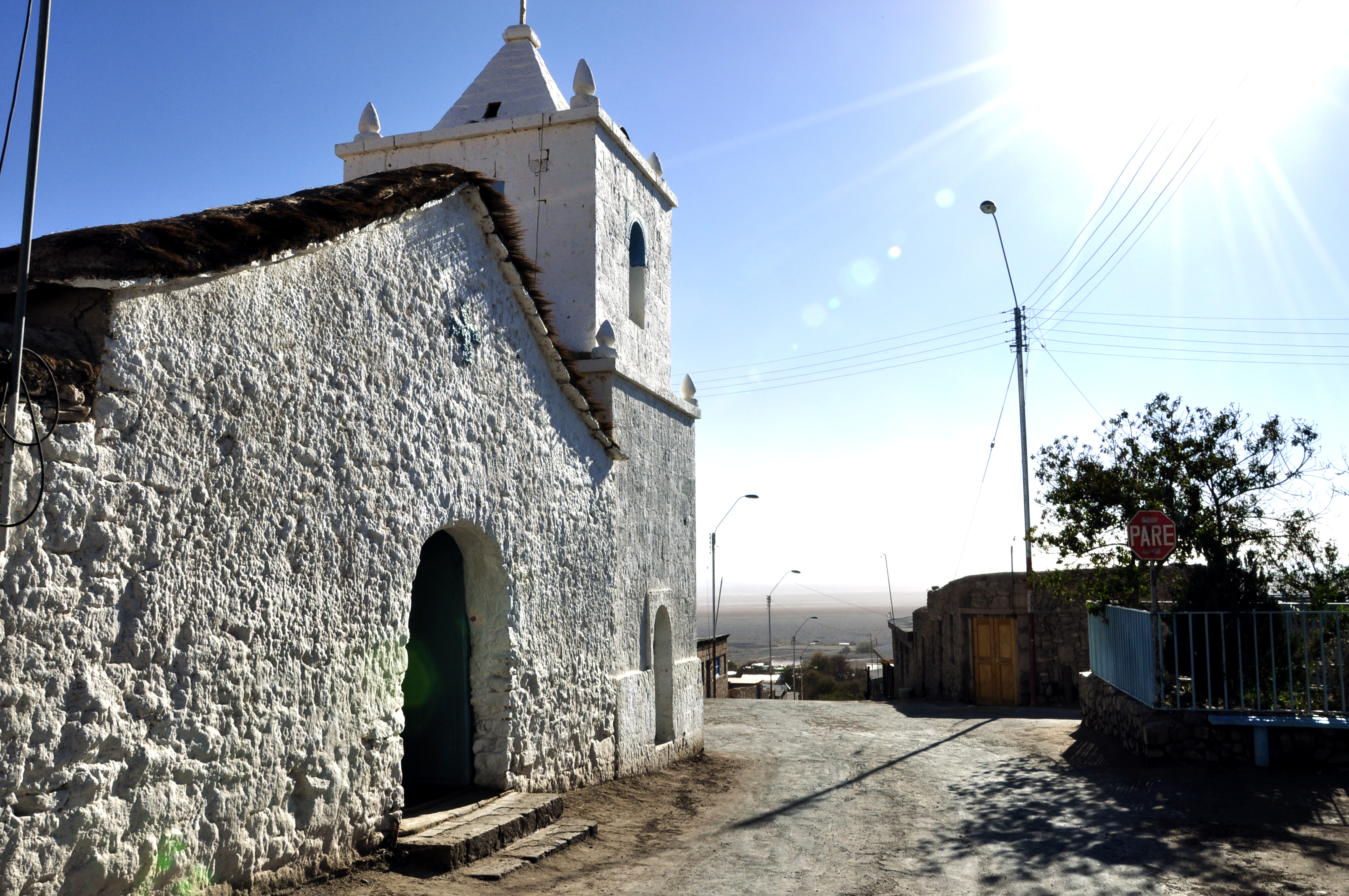
Kirche San Roque in Peine

### Tilomonte
Tilomonte (spanisch: Lindenwald) ist eine grüne Oase am Südrand des Salar de Atacama. Die Siedlung liegt bei 23° 47′ S, 68° 6′ W auf 2376 m. Dort gibt es weder Elektrizität noch Verbindung mit Telefon. 2 Einwohner (1992).

### Weitere Orte
- Am Salar de Atacama
  - Camar 23° 24′ S, 67° 58′ W; 2750 m (Indigenes Dorf am Ostrand des Salar de Atacama; Gemüseanbau für Eigenbedarf;[5] 60 Einwohner 1992[14])
  - Zapar 23° 7′ S, 68° 1′ W; 2450 m[11] (Geistersiedlung bei Toconao; 8 unbewohnte Häuser[4])
  - Tilopozo 23° 47′ S, 68° 15′ W; 2300 m[11] (Süßwasserquellen, Teiche und Marschland am südlichen Extrem des Salar bei Tilomonte)[18]
  - Tulán 23° 48′ S, 68° 2′ W; 2900 m[11] (Ruinen, östlich von Tilomonte)

- Im Norden von San Pedro
  - Río Grande 22° 39′ S, 68° 10′ W; 3300 m (Dorf am gleichnamigen Fluss; 90–100 Einwohner; Knoblauchanbau; Keramikmanufakturen)[5][19]
  - Machuca 22° 36′ S, 68° 4′ W; 3950 m (Dorf, historischer Rückzugsort für die Atacameños;[5] 8 Einwohner 1992[14])
  - San Bartolo 22° 44′ S, 68° 13′ W; 2825 m (Am Río Grande; 20 km nördlich von San Pedro; Ruinen von Kupferminen, die schon von den Inkas ausgebeutet wurden;[5] 2 Einwohner 1992[14])
  - El Tatio-Geysire 22° 20′ S, 68° 1′ W; 4280 m (Geothermalgebiet am Vulkan El Tatio)[5]

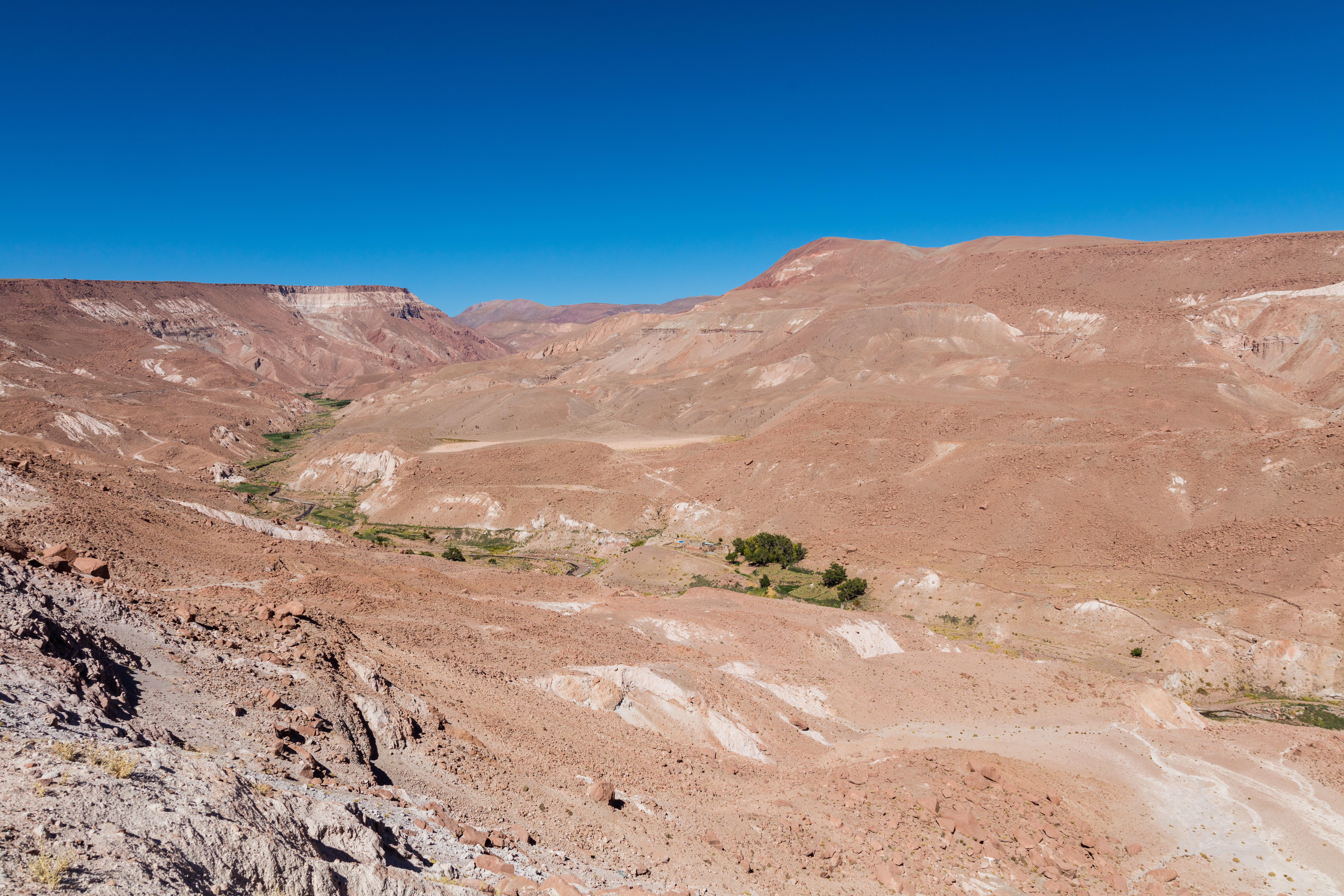
Río Grande
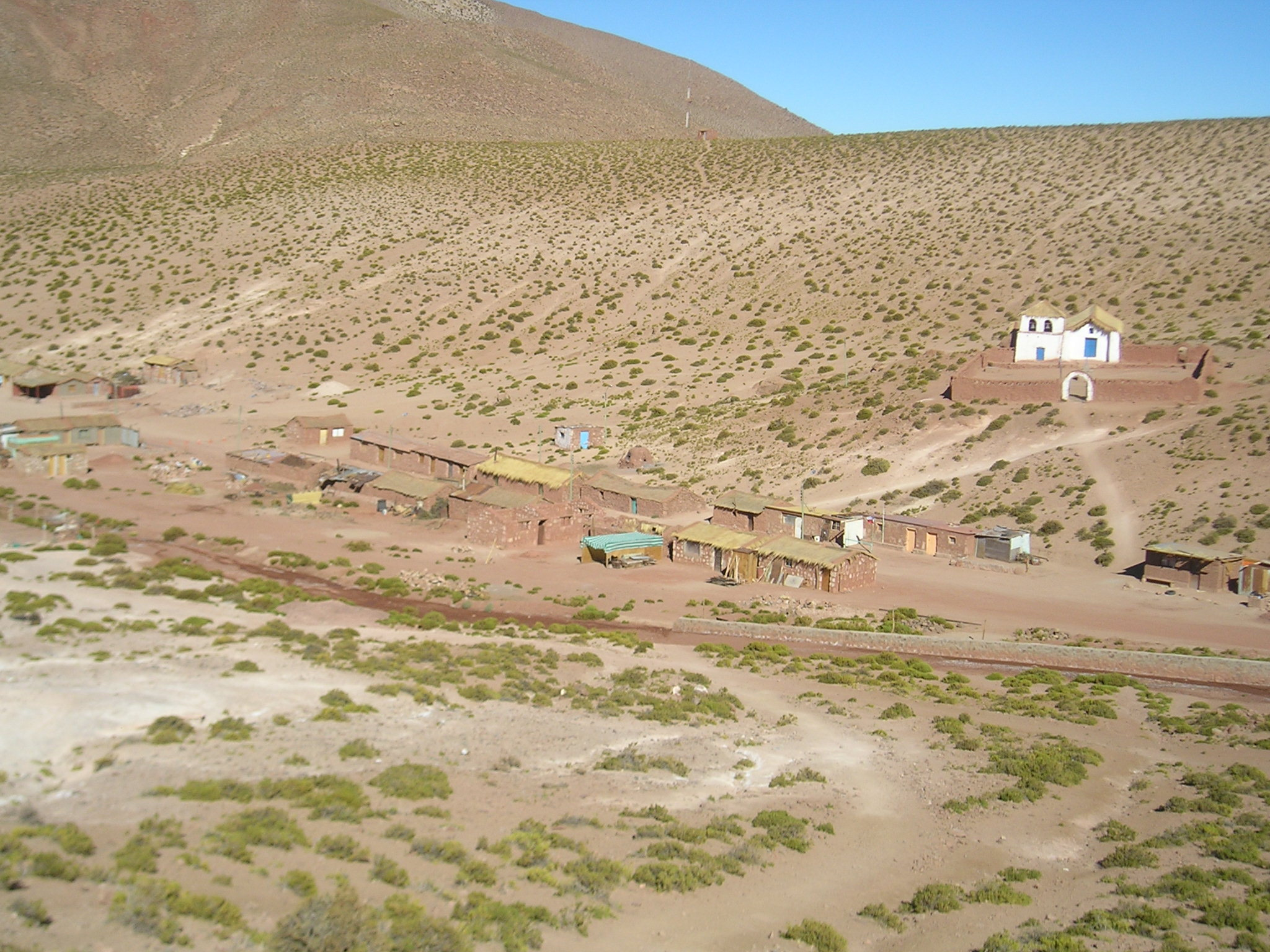
Machuca
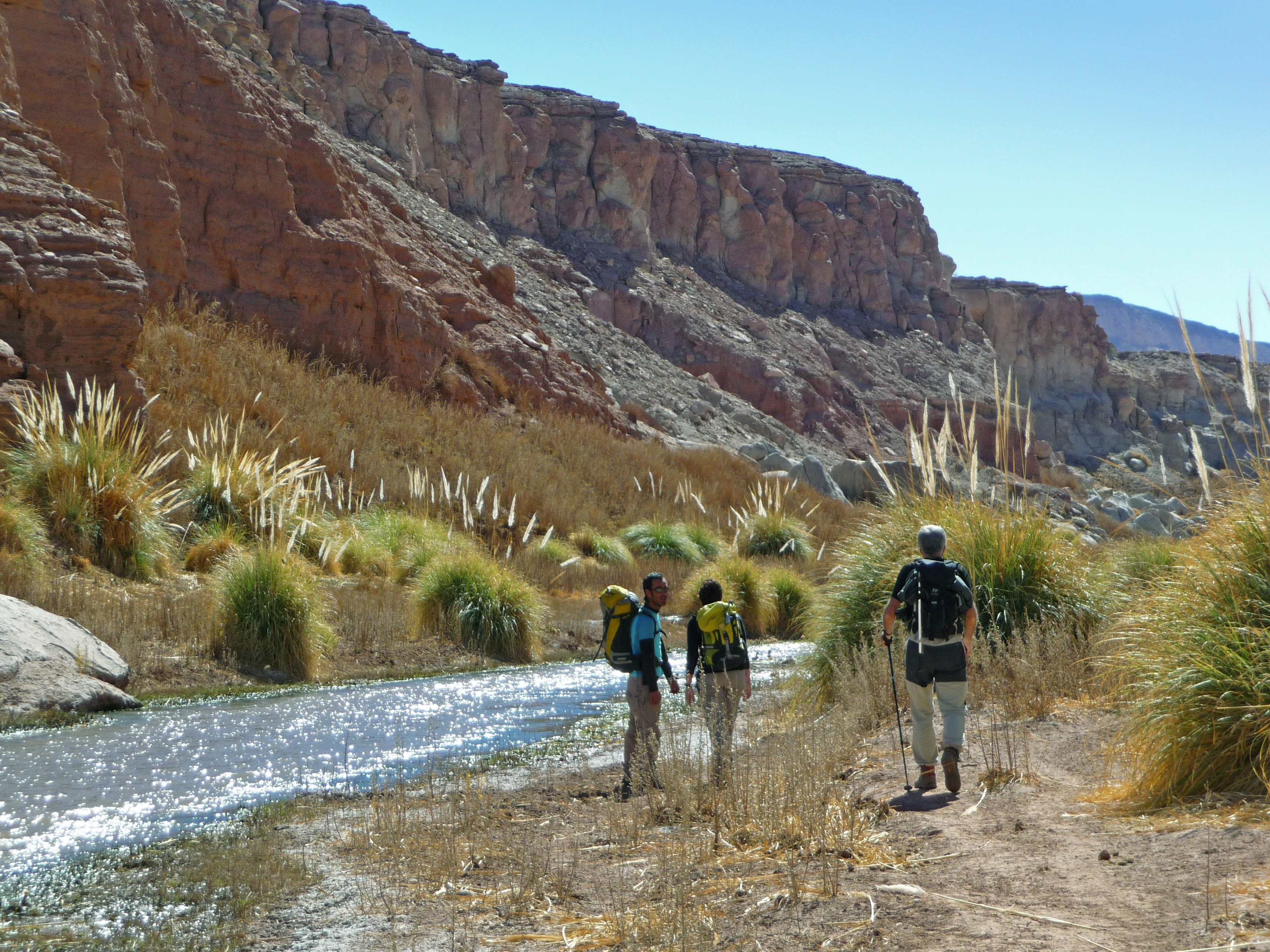
Der Río Grande bei San Bartolo
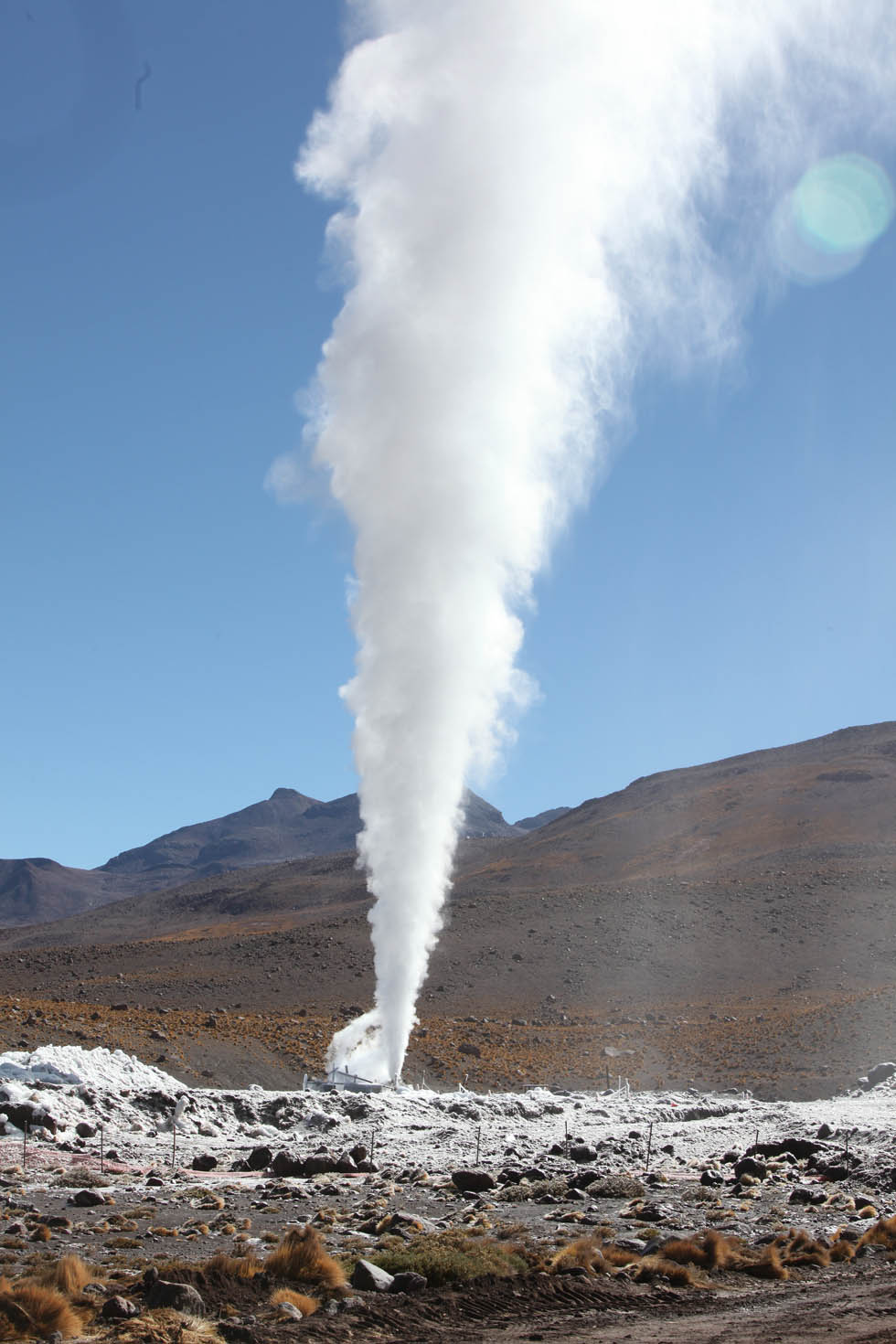
Geysir in El Tatio

## Sehenswürdigkeiten in und um San Pedro Atacama
- Die Kirche von San Pedro de Atacama ist eine der ältesten in Chile. Ihr Dach wurde mit Kaktusstämmen gebaut.
- Der Salar de Atacama, in dem man auch Flamingos beobachten kann.
- Die Geysire von El Tatio. Sie liegen 2000 m höher als San Pedro de Atacama auf einer Hochebene in den Anden und sind die höchstgelegenen Geysire der Welt. Während des Sonnenaufgangs sind sie besonders aktiv, weil zu dieser Zeit das gefrorene Wasser in der Umgebung auftaut. In einem besonderen Becken kann ein Thermalbad genommen werden.
- Das trockene Mondtal Valle de la Luna. Es kann auf den Weg nach Calama als Umweg eingeplant werden und bietet besonders während des Sonnenuntergangs ein interessantes Schauspiel.
- Die Quellen von Puritama (Termas de Puritama). 30 °C heißes Wasser entspringt in einem Tal, in dem einige Badebecken nutzbar sind.
- Die Pukará de Quitor (Festung von Quitor), von den Atacameños erbaut.
- Die Pukará de Catarpe, Inka-Festungssiedlung
- Das Tal des Todes (Valle de la Muerte)
- Die Lagunen Miscanti und Miñique in den Hochebenen der Anden. Sie liegen auf über 4000 m in außergewöhnlicher Landschaft.
- Die von der Stadt aus gut sichtbaren Vulkanberge Licancabur und Cerro Toco, auf die geführte Touren angeboten werden.
- Die Ruinen von Tulor, ein ehemaliges Dorf der Atacameños.
- Das Quebrada de Jere bei Toconao. Ein grünes Tal östlich des Ortes, von einem klaren Bach durchflossen.

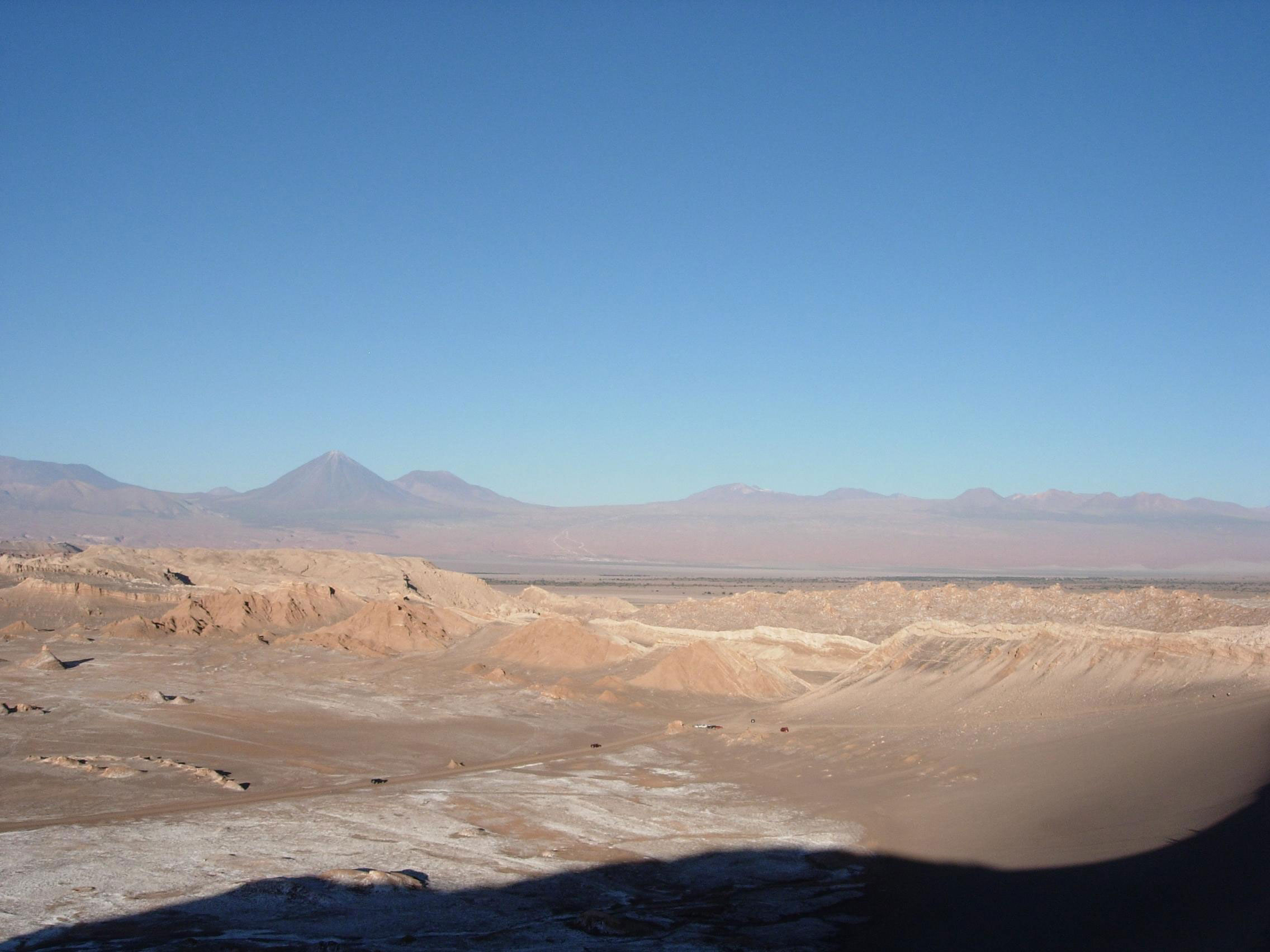
Blick über das Valle de la Luna auf die Anden
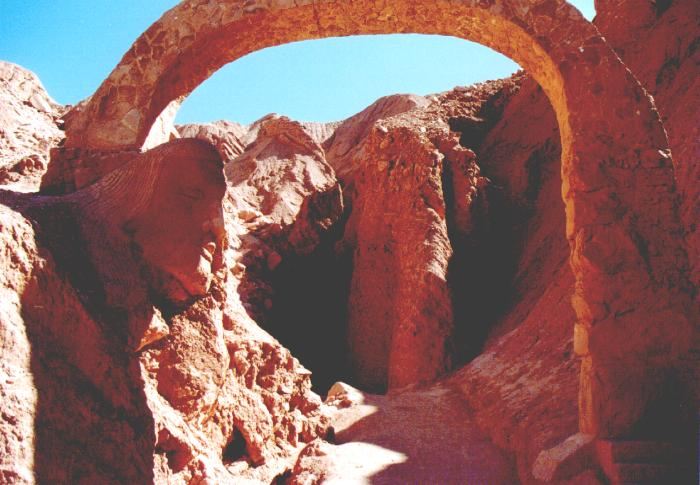
Ausgrabungen bei San Pedro de Atacama
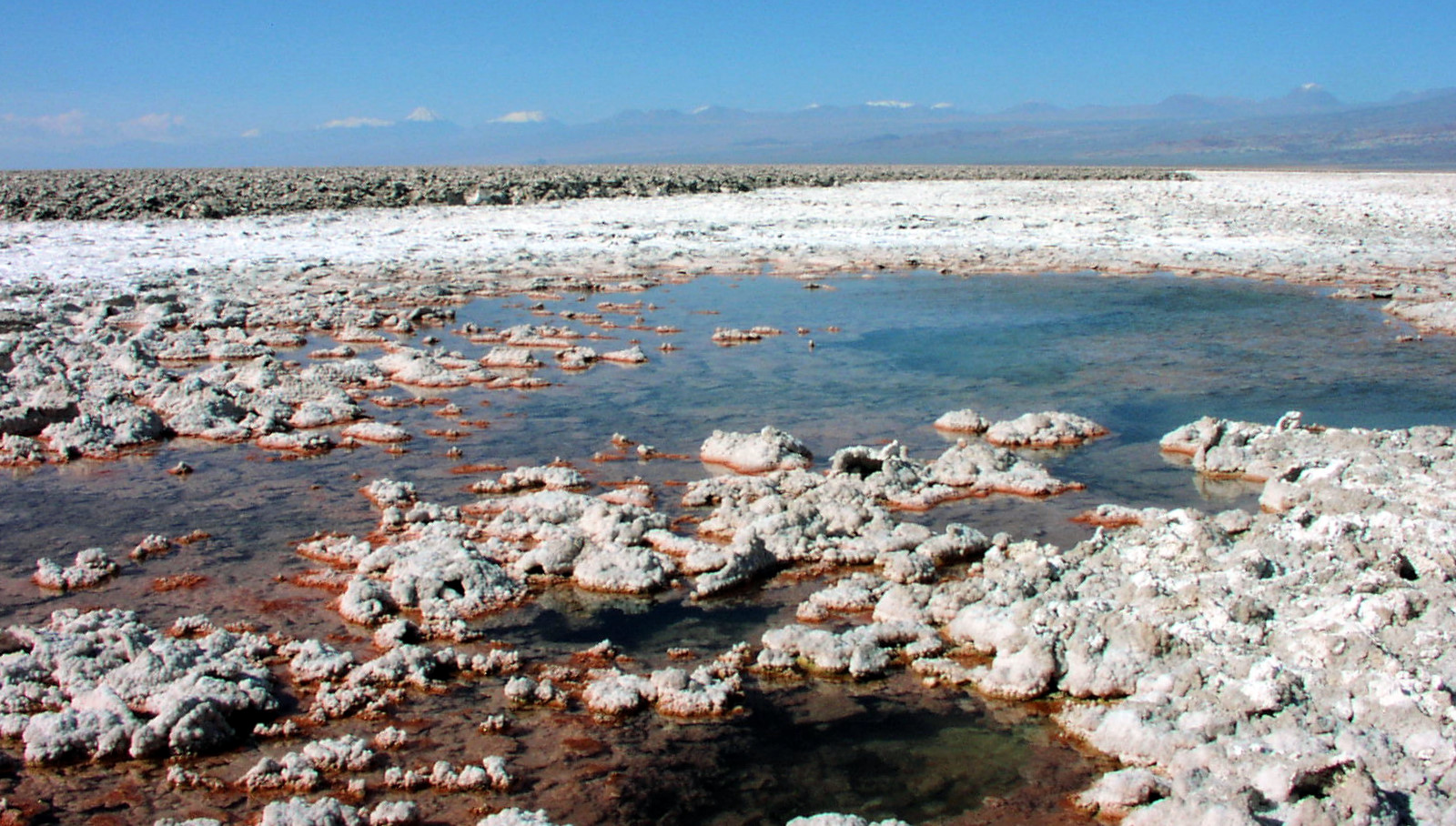
Laguna Chaxa in der Nähe von San Pedro de Atacama
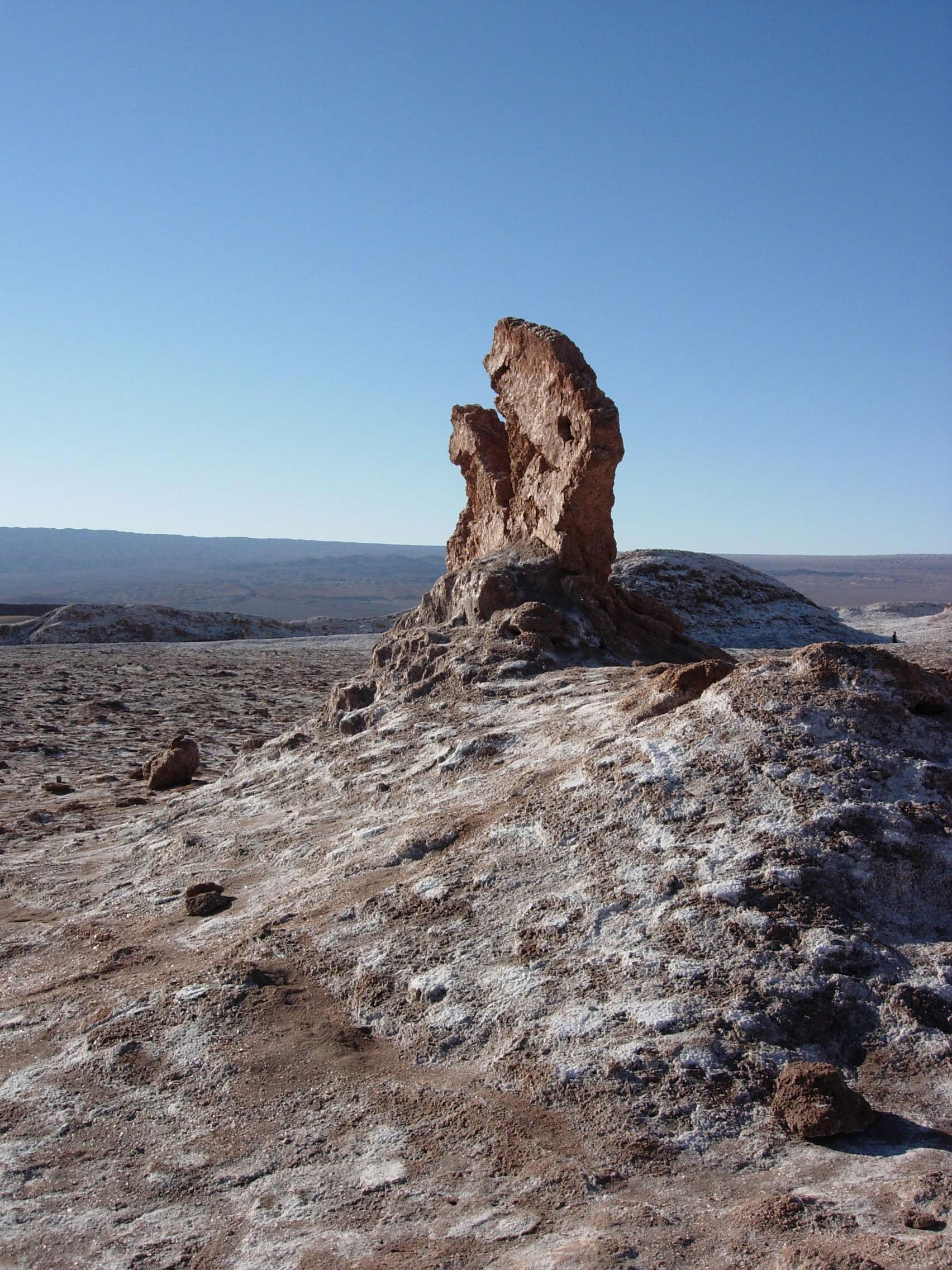
Salzformationen im Valle de la Luna
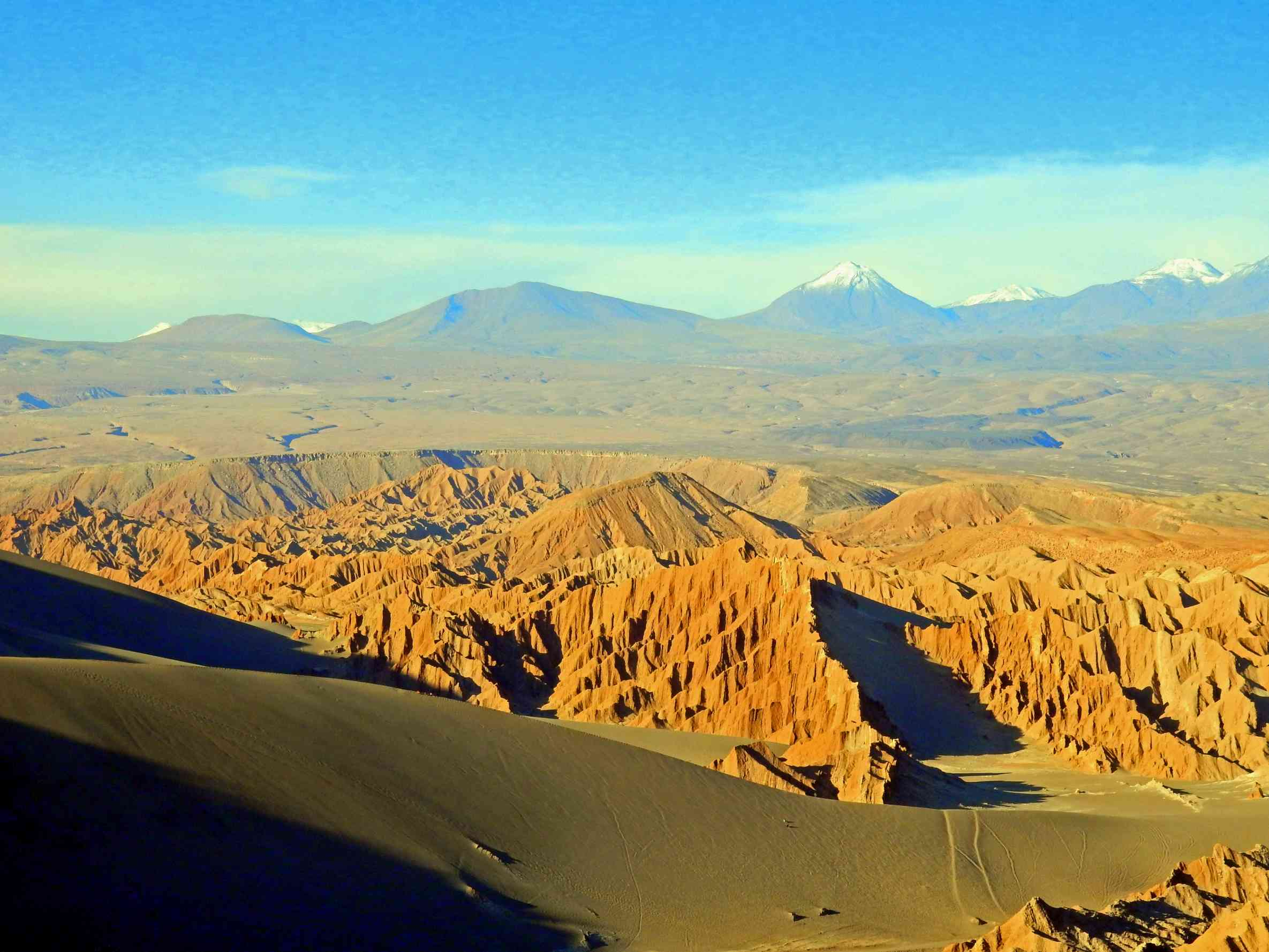
Blick auf das Tal des Todes (Valle de la Muerte)

## Verkehrsanbindung
Tagsüber fährt mehrfach ein Bus nach Calama, wo sich der nächstgelegene Flughafen und der weltgrößte Kupfer-Tagebau Chuquicamata befindet.
Die 92 km lange Straße nach Calama ist gut ausgebaut und asphaltiert. Die meisten umliegenden indigenen Dörfer, die nicht an der Hauptroute nach Argentinien liegen, sind nur mit einem Geländewagen erreichbar.
In San Pedro de Atacama hält ein Bus, der über die Anden nach Argentinien fährt. Es existiert eine Bahnverbindung von Calama aus nach Bolivien. Zudem ist von San Pedro de Atacama eine 4-Tages-Tour mit einem Jeep nach Uyuni (Bolivien) möglich.

## Geschichte

### Präkolumbische Zeit
Man schätzt, dass in der Region Puna im Norden von Chile bereits vor ca. 11.000 Jahren die ersten Siedlungen entstanden sind. Die Atacameños (die Ureinwohner der Atacama-Wüste) waren die Gründer der sogenannten „San Pedro-Kultur“ und ließen sich in den Oasen der Atacamawüste nieder.
Sie waren die ersten Landwirte und damit auch die erste sesshafte Gruppe des Landes. Da die landwirtschaftlich bearbeitbare Zone sehr klein war, konstruierten sie Terrassen, die sie künstlich bewässerten und mit Lamakot düngten. Es wurden verschiedene Maissorten, Reis, Bohnen, Feigen, Baumwolle, Kürbisse und Kartoffeln angebaut.
Lamas und Alpakas wurden zur Fleischherstellung und Nutzung der Felle gehalten. Auch wurden sie als Transportmittel genutzt, um mit den Städten an der Küste Handel zu treiben.
Die handwerkliche und künstlerische Entwicklung der Atacameños zeigt sich in der Herstellung von Tonwaren, Gewebe, Flechtwerk und Holzschnitzereien. Außerdem beherrschten sie früh die Metallurgie und die Herstellung von Kupfer und Bronze.
Die Atacameños glaubten an ein Leben nach dem Tod, weshalb die Toten mit Kleidung und Nahrung für ihren Weg in das nächste Leben begraben wurden. Sie verehrten verschiedene Naturkräfte, nutzten aber keine Tempel oder Gebetsräume.
Seit dem 15. Jahrhundert gehörte die Region zum Inka-Reich.

### Spanische Konquista

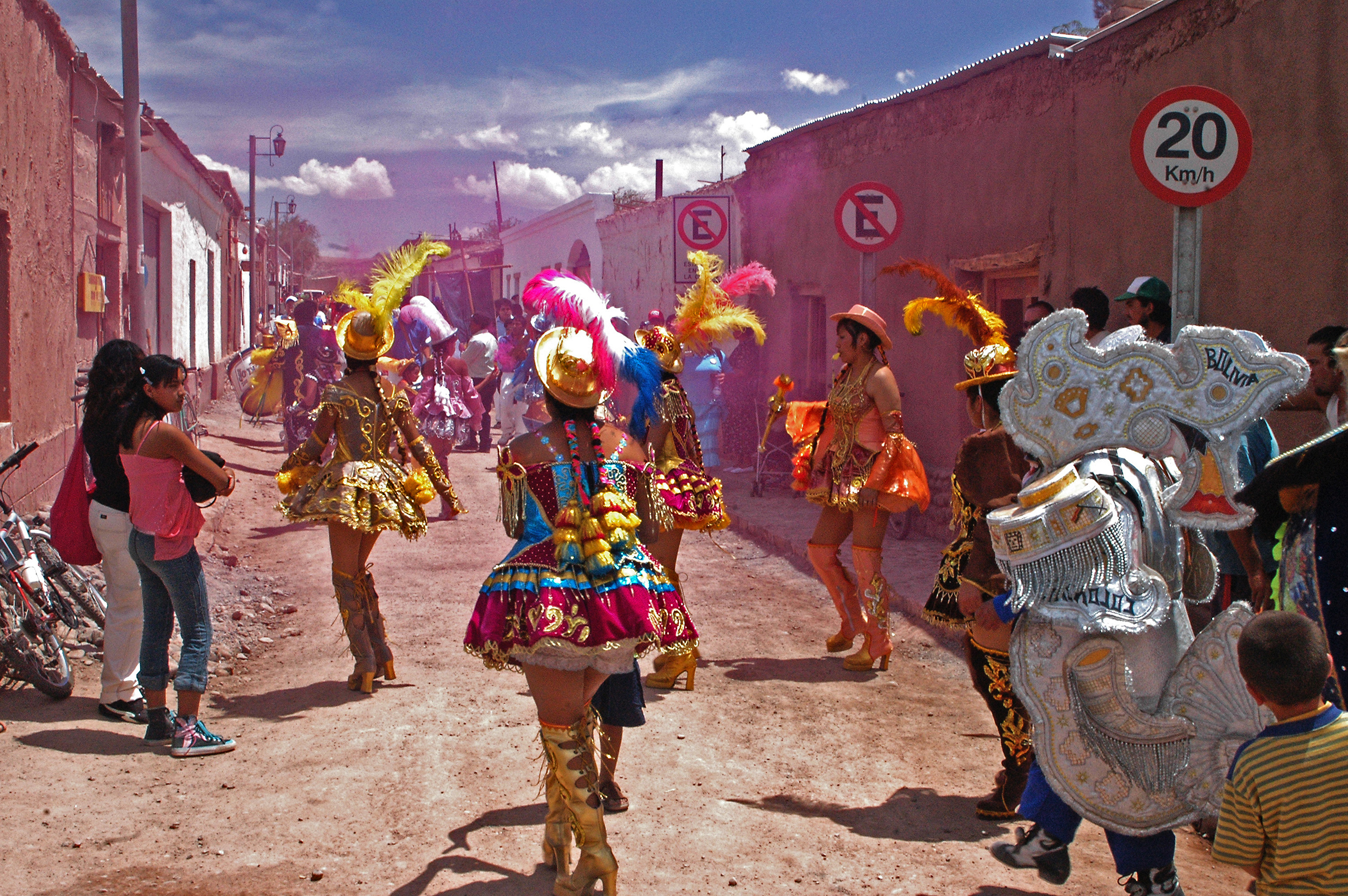
Fiesta popular mit bolivianischen Gästen

Das Inka-Reich wurde ab 1533 durch die von Mittelamerika her vordringenden spanischen Eroberer zerschlagen. Schon bald erfolgte die erste Invasion in Chile durch den Konquistador Diego de Almagro. Auf dem Marsch von Peru nach Zentralchile kam Anfang 1536 erstmals der Hauptmann Ruy Díaz mit 115 Männern über den Inka-Pfad von Chiu-Chiu über San Pedro de Atacama nach Toconao. Für die Truppe war die Oase Toconao die letzte Möglichkeit sich zu versorgen, bevor sie die rund 600 km durch unbewohnte Gebiete der Atacama-Wüste bis nach Chañaral zurücklegen konnte. Die eigentliche Invasionsarmee mit ca. 500 Soldaten und Diego de Almagro, war vorher weiter östlich davon durch die Andenhochebenen nach Zentralchile vorgedrungen, nahm dann aber für den Rückzug nach Peru den Weg über San Pedro de Atacama. Zur Absicherung wurden per Schiff 80 Soldaten nach Norden vorausgeschickt, die dann über Chiu-Chiu nach San Pedro de Atacama marschieren sollten, um dort die indigene Bevölkerung in Schach zu halten und um Vorräte anzulegen. Mitte Oktober 1536 erreichten die ersten Teile der Hauptarmee das von der Vorhut gesicherte San Pedro de Atacama. Die indigene Bevölkerung hatte ihre Siedlungen verlassen und verschanzte sich in der Fluchtburg Pucará de Quitor um sich von dort aus gegen die Spanier zu wehren. Es gelang ihnen einen spanischen Soldaten zu töten. Der Hauptmann Rodrigo Orgóñez versuchte daraufhin mit 100 Reitern einen Angriff auf die Festung. Der Angriff wurde abgewehrt. Dennoch konnte sich die spanische Armee 18 Tage lang in San Pedro de Atacama ausruhen und mit Proviant versorgen, bevor sie weiter in Richtung Peru zog.

### Nachkolonialzeit
Zeitweilig gehörte San Pedro de Atacama zu Bolivien. Es bestehen nach wie vor enge Beziehungen der Stadt zu Bolivien.

## Städtepartnerschaft
- San Pedro de Atacama hat eine Partnerschaft mit Magdalena (New Mexico) in den USA.